# J1리그 2024 경기 일정
본 문서는 J1리그 2024의 경기 결과를 정리한 문서이다.

## 제1라운드(2월 23~25일 금/토/일)
| 2024년 2월 23일 (금) | 산프레체 히로시마    | 2 - 0 | 우라와 레즈 | 에디온 피스 윙 히로시마, 히로시마 |  |  |
| 14:00 UTC+9          | 오하시 유키 45′, 55′ |       |             |                                   |  |  |
|                      |                      |       |             |                                   |  |  |

| 2024년 2월 23일 (금) | 나고야 그램퍼스 | 0 - 3 | 가시마 앤틀러스                                  | 도요타 스타디움, 도요타 |  |  |
| 18:00 UTC+9          |                 |       | 19′, 62′ 나카마 하야토 · 47′ 알렉산다르 차브리치 |                         |  |  |
|                      |                 |       |                                                  |                         |  |  |

| 2024년 2월 24일 (토) | 주빌로 이와타 | 0 - 2 | 비셀 고베                          | 야마하 스타디움, 이와타 |  |  |
| 13:00 UTC+9          |               |       | 5′ 유루키 고야 · 49′ 사사키 다이주 |                         |  |  |
|                      |               |       |                                    |                         |  |  |

| 2024년 2월 24일 (토) | 아비스파 후쿠오카 | 0 - 0 | 홋카이도 콘사도레 삿포로 | 베스트 덴키 스타디움, 후쿠오카 |  |  |
| 14:00 UTC+9          |                   |       |                          |                                |  |  |
|                      |                   |       |                          |                                |  |  |

| 2024년 2월 24일 (토) | 사간 도스        | 1 - 2 | 알비렉스 니이가타                         | 도스 스타디움, 도스 |  |  |
| 14:00 UTC+9          | 후쿠타 아키토 5′ |       | 45+3′ 다니구치 가이토 · 54′ 아라이 나오토 |                     |  |  |
|                      |                  |       |                                           |                     |  |  |

| 2024년 2월 24일 (토) | 마치다 젤비아            | 1 - 1 | 감바 오사카       | 마치다 기온 스타디움, 도쿄도 마치다 |  |  |
| 15:00 UTC+9          | 스즈키 준야 17′ (페널티) |       | 84′ 우사미 다카시 |                                     |  |  |
|                      |                          |       |                   |                                     |  |  |

| 2024년 2월 24일 (토) | 쇼난 벨마레      | 1 - 2 | 가와사키 프론탈레                | 히라쓰카 스타디움, 히라쓰카 |  |  |
| 15:00 UTC+9          | 이케다 마사키 7′ |       | 24′ 와키자카 야스토 · 56′ 에리손 |                             |  |  |
|                      |                  |       |                                  |                             |  |  |

| 2024년 2월 24일 (토) | 세레소 오사카                  | 2 - 2 | FC 도쿄                | 요도코 사쿠라 스타디움, 오사카 |  |  |
| 15:00 UTC+9          | 카피샤바 26′ · 다나카 슌타 51′ |       | 33′, 75′ 아라키 료타로 |                                |  |  |
|                      |                                |       |                        |                                |  |  |

| 2024년 2월 25일 (일) | 가시와 레이솔       | 1 - 1 | 교토 상가         | 히타치 가시와 구장, 가시와 |  |  |
| 14:00 UTC+9          | 마테우스 사비우 77′ |       | 90+4′ 안자이 유토 |                            |  |  |
|                      |                     |       |                   |                            |  |  |

| 2024년 2월 25일 (일) | 도쿄 베르디    | 1 - 2 | 요코하마 F 마리노스                              | 도쿄 국립경기장, 도쿄도 신주쿠 |  |  |
| 14:00 UTC+9          | 야먀다 후키 7′ |       | 89′ (페널티) 안데르송 로페스 · 90+3′ 마츠바라 켄 |                                |  |  |
|                      |                |       |                                                  |                                |  |  |

## 제2라운드(3월 1~3일 금/토/일)
| 2024년 3월 1일 (금) | 가와사키 프론탈레                                       | 4 - 5 | 주빌로 이와타                                                         | 도도로키 육상경기장, 가와사키 |  |  |
| 19:00 UTC+9         | 에리손 36′, 55′ · 마르싱요 59′ · 야마다 신 85′ (페널티) |       | 6′ 우에무라 히로토 · 18′, 29′, 80′ (페널티), 90+7′ (페널티) 제르맹 료 |                               |  |  |
|                     |                                                         |       |                                                                       |                               |  |  |

| 2024년 3월 1일 (금) | 요코하마 F 마리노스 | 0 - 1 | 아비스파 후쿠오카 | 닛산 스타디움, 요코하마 |  |  |
| 19:00 UTC+9         |                     |       | 51′ 곤노 가즈야   |                         |  |  |
|                     |                     |       |                   |                         |  |  |

| 2024년 3월 2일 (토) | 비셀 고베 | 0 - 1 | 가시와 레이솔       | 노에비어, 고베 |  |  |
| 13:00 UTC+9         |           |       | 83′ 기노시타 고스케 |                |  |  |
|                     |           |       |                     |                |  |  |

| 2024년 3월 2일 (토) | 사간 도스 | 4 - 0 | 홋카이도 콘사도레 삿포로 | 도스 스타디움, 도스 |  |  |
| 14:00 UTC+9         | 마르셀로 라이언 14′ · 비니시우스 아라우주 64′ (페널티) · 오카무라 다이하치 83′ (자책골) · 하라다 와타루 90+5′ |       |                          |                     |  |  |
|                     | |       |                          |                     |  |  |

| 2024년 3월 2일 (토) | 나고야 그램퍼스 | 0 - 1 | 마치다 젤비아   | 도요타 스타디움, 아이치현 도요타시 |  |  |
| 14:00 UTC+9         |                 |       | 21′ 후지오 쇼타 |                                    |  |  |
|                     |                 |       |                 |                                    |  |  |

| 2024년 3월 2일 (토) | 교토 상가         | 1 - 2 | 쇼난 벨마레                           | 상가 스타디움 바이 교세라, 교토부 가메오카시 |  |  |
| 14:00 UTC+9         | 도요카와 유타 19′ |       | 15′ 다나카 사토시 · 82′ 스즈키 아키토 |                                              |  |  |
|                     |                   |       |                                       |                                              |  |  |

| 2024년 3월 2일 (토) | 감바 오사카                | 1 - 0 | 알비렉스 니이가타 | 스이카 사커 스타디움, 오사카부 스이타시 |  |  |
| 15:00 UTC+9         | 우사미 다카시 75′ (페널티) |       |                   |                                         |  |  |
|                     |                            |       |                   |                                         |  |  |

| 2024년 3월 2일 (토) | 가시마 앤틀러스     | 1 - 1 | 세레소 오사카                     | 가시마 사커 스타디움, 가시마 |  |  |
| 15:00 UTC+9         | 우에다 나오미치 85′ |       | 58′ 레오나르두 지 소우자 페레이라 |                              |  |  |
|                     |                     |       |                                   |                              |  |  |

| 2024년 3월 2일 (토) | FC 도쿄           | 1 - 1 | 산프레체 히로시마        | 아지노모토 스타디움, 도쿄도 조후시 |  |  |
| 15:00 UTC+9         | 아라키 료타로 71′ |       | 69′ (페널티) 오하시 유키 |                                    |  |  |
|                     |                   |       |                          |                                    |  |  |

| 2024년 3월 2일 (토) | 우라와 레즈                  | 1 - 1 | 도쿄 베르디       | 사이타마 스타디움 2002, 사이타마시 |  |  |
| 16:00 UTC+9         | 알렉산데르 숄츠 89′ (페널티) |       | 42′ 기무라 유다이 |                                    |  |  |
|                     |                              |       |                   |                                    |  |  |

## 제3라운드(3월 9~10일 토/일, 4월 10일 수)
| 2024년 3월 9일 (토) | 알비렉스 니이가타   | 1 - 0 | 나고야 그램퍼스 | 빅스완 스타디움, 니이가타               |  |  |
| 14:00 UTC+9         | 하세가와 모토키 88′ |       |                 | 관중 수: 22,942 심판: 이케우치 아키히토 |  |  |
|                     |                     |       |                 |                                         |  |  |

| 2024년 3월 9일 (토) | 마치다 젤비아   | 1 - 0 | 가시마 앤틀러스 | 마치다 시립경기장, 도쿄도 마치다시    |  |  |
| 14:00 UTC+9         | 히라카와 유 13′ |       |                 | 관중 수: 11,901 심판: 이스마일 엘패스 |  |  |
|                     |                 |       |                 |                                       |  |  |

| 2024년 3월 9일 (토) | 주빌로 이와타 | 0 - 1 | 가시와 레이솔   | 야마하 스타디움, 이와타             |  |  |
| 14:00 UTC+9         |               |       | 35′ 고가 다이요 | 관중 수: 22,942 심판: 다카사키 고지 |  |  |
|                     |               |       |                 |                                     |  |  |

| 2024년 3월 9일 (토) | 산프레체 히로시마                                                                              | 4 - 0 | 사간 도스 | 에디온 피스 윙 히로시마, 히로시마     |  |  |
| 15:00 UTC+9         | 시오타니 쓰카사 18′ · 가와무라 다쿠무 31′ · 피에로스 소티리우 51′ (페널티) · 나카노 슈토 90+6′ |       |           | 관중 수: 25,503 심판: 야마모토 유다이 |  |  |
|                     |                                                                                                |       |           |                                       |  |  |

| 2024년 3월 9일 (토) | 아비스파 후쿠오카 | 1 - 1 | 쇼난 벨마레       | 베스트 덴키 스타디움, 후쿠오카      |  |  |
| 15:00 UTC+9         | 웰링통 6′         |       | 13′ 이케다 마사키 | 관중 수: 6596 심판: 이마무라 요시로 |  |  |
|                     |                   |       |                   |                                     |  |  |

| 2024년 3월 9일 (토) | 세레소 오사카                                | 2 - 1 | 도쿄 베르디       | 요도코 사쿠라 스타디움, 오사카      |  |  |
| 16:00 UTC+9         | 가가와 신지 42′ · 레오 세아라 90+3′ (페널티) |       | 53′ 기무라 유다이 | 관중 수: 16,365 심판: 아라키 유스케 |  |  |
|                     |                                              |       |                   |                                     |  |  |

| 2024년 3월 9일 (토) | 가와사키 프론탈레 | 0 - 1 | 교토 상가         | 도도로키 육상 경기장, 가와사키         |  |  |
| 16:00 UTC+9         |                   |       | 65′ 가와사키 소타 | 관중 수: 20,757 심판: 루이스 딘 스미스 |  |  |
|                     |                   |       |                   |                                        |  |  |

| 2024년 3월 9일 (토) | FC 도쿄           | 1 - 2 | 비셀 고베                               | 아지노모토 스타디움, 도쿄도 조후시  |  |  |
| 16:00 UTC+9         | 고이즈미 게이 50′ |       | 57′ 미야시로 다이세이 · 74′ 오사코 유야 | 관중 수: 24,974 심판: 시미즈 하야토 |  |  |
|                     |                   |       |                                         |                                     |  |  |

| 2024년 3월 10일 (일) | 홋카이도 콘사도레 삿포로 | 0 - 1 | 우라와 레즈       | 삿포로 돔, 삿포로 |  |  |
| 13:05 UTC+9          |                          |       | 31′ 사카이 히로키 | 심판: 다니모토 료 |  |  |
|                      |                          |       |                   |                   |  |  |

| 2024년 4월 10일 (수) | 요코하마 F 마리노스                         | 2 - 0 | 감바 오사카 | 닛산 스타디움, 요코하마 |  |  |
| 19:00 UTC+9          | 안데르송 로페스 53′ · 우에나카 아사히 90+8′ |       |             |                         |  |  |
|                      |                                             |       |             |                         |  |  |

## 제4라운드(3월 16~17일 토/일)
| 2024년 3월 16일 (토) | 아비스파 후쿠오카   | 1 - 3 | FC 도쿄                                                     | 베스트 덴키 스타디움, 후쿠오카      |  |  |
| 13:03 UTC+9          | 마쓰오카 다이키 82′ |       | 28′ 나가모토 유토 · 32′ 아라키 료타로 · 57′ 카시프 방나간데 | 관중 수: 8043 심판: 야마시타 요시미 |  |  |
|                      |                     |       |                                                             |                                     |  |  |

| 2024년 3월 16일 (토) | 홋카이도 콘사도레 삿포로 | 1 - 2 | 마치다 젤비아                    | 삿포로 돔, 삿포로                   |  |  |
| 14:03 UTC+9          | 하라 고스케 84′          |       | 53′ 후지오 쇼타 · 66′ 드레세비치 | 관중 수: 14,607 심판: 아라키 유스케 |  |  |
|                      |                          |       |                                  |                                     |  |  |

| 2024년 3월 16일 (토) | 비셀 고베 | 0 - 0 | 산프레체 히로시마 | 노에비어 스타디움 고베, 고베          |  |  |
| 14:04 UTC+9          |           |       |                   | 관중 수: 21,669 심판: 기무라 히로유키 |  |  |
|                      |           |       |                   |                                       |  |  |

| 2024년 3월 16일 (토) | 가시와 레이솔 | 0 - 2 | 나고야 그램퍼스                | 산쿄 프론티어 가시와 스타디움, 가시와 |  |  |
| 15:03 UTC+9          |               |       | 18′ 나가이 겐스케 · 62′ 하창래 | 관중 수: 12,897 심판: 고야 고에이     |  |  |
|                      |               |       |                                |                                       |  |  |

| 2024년 3월 16일 (토) | 감바 오사카                 | 2 - 1 | 주빌로 이와타 | 파나소닉 스타디움 스이타, 오사카부 스이타시 |  |  |
| 15:03 UTC+9          | 우사미 다카시 4′ · 도앙 57′ |       | 60′ 제르맹 료 | 관중 수: 24,341 심판: 후쿠시마 고이치로     |  |  |
|                      |                             |       |               |                                             |  |  |

| 2024년 3월 16일 (토) | 사간 도스 | 0 - 2 | 세레소 오사카                           | 에키마에 부동산 경기장, 도스시      |  |  |
| 15:03 UTC+9          |           |       | 48′ 빅토르 부에노 · 64′ 시바야마 마사야 | 관중 수: 9345 심판: 이마무라 요시로 |  |  |
|                      |           |       |                                         |                                     |  |  |

| 2024년 3월 16일 (토) | 도쿄 베르디                        | 2 - 2 | 알비렉스 니이가타                         | 아지노모토 스타디움, 도쿄도 조후시    |  |  |
| 16:03 UTC+9          | 야마다 후키 8′ · 오나가 히지리 90′ |       | 32′ 다니구치 가이토 · 69′ 나가쿠라 모토키 | 관중 수: 17,055 심판: 가미무라 아쓰시 |  |  |
|                      |                                    |       |                                           |                                       |  |  |

| 2024년 3월 17일 (일) | 교토 상가                         | 2 - 3 | 요코하마 F 마리노스                         | 상가 스타디움 바이 교세라, 교토부 가메오카시 |  |  |
| 14:00 UTC+9          | 사토 교 45′ · 가와사키 소타 45+3′ |       | 5′ 미즈누마 고타 · 33′, 52′ 안데르송 로페스 | 관중 수: 12,937 심판: 가와마타 슈            |  |  |
|                      |                                   |       |                                             |                                              |  |  |

| 2024년 3월 17일 (일) | 가시마 앤틀러스                           | 2 - 1 | 가와사키 프론탈레 | 가시마 사커 스타디움, 가시마          |  |  |
| 15:00 UTC+9          | 알렉산다르 차브리치 47′ · 스즈키 유마 50′ |       | 36′ 마르싱요      | 관중 수: 24,947 심판: 나카무라 후토시 |  |  |
|                      |                                           |       |                   |                                       |  |  |

| 2024년 3월 17일 (일) | 쇼난 벨마레                                                     | 4 - 4 | 우라와 레즈                                                                     | 레몬 가스 스타디움 히라쓰카, 히라쓰카  |  |  |
| 15:00 UTC+9          | 루키앙 아라우주 지 아우메이다 23′, 74′ · 스즈키 아키토 32′, 46′ |       | 11′ 고로키 신조 · 55′ 마쓰오 유스케 · 64′ 마에다 나오키 · 81′ 사무엘 구스타프손 | 관중 수: 12,628 심판: 루이스 딘 스미스 |  |  |
|                      |                                                                 |       |                                                                                 |                                        |  |  |

## 제5라운드(3월 29~30일 금/토)
| 2024년 3월 29일 (금) | 도쿄 베르디                       | 2 - 2 | 교토 상가                           | 아지노모토 스타디움, 도쿄도 조후시           |  |  |
| 19:00 UTC+9          | 소메노 이쓰키 80′ (페널티), 90+3′ |       | 22′ 도요카와 유타 · 26′ 하라 다이치 | 맨 오브 더 매치: 소메노 이쓰키 (도쿄 베르디) |  |  |
|                      |                                   |       |                                     |                                              |  |  |

| 2024년 3월 30일 (토) | 산프레체 히로시마 | 1 - 1 | 감바 오사카     | 에디온 피스 윙 히로시마, 히로시마 |  |  |
| 13:00 UTC+9          | 아라이 나오토 78′ |       | 76′ 윌통 펠리피 |                                   |  |  |
|                      |                   |       |                 |                                   |  |  |

| 2024년 3월 30일 (토) | 알비렉스 니이가타 | 1 - 1 | 가시와 레이솔       | 빅스완 스타디움, 니이가타 |  |  |
| 14:00 UTC+9          | 치바 가즈히코 57′ |       | 15′ 기노시타 고스케 |                           |  |  |
|                      |                   |       |                     |                           |  |  |

| 2024년 3월 30일 (토) | 비셀 고베                                                                                    | 6 - 1 | 홋카이도 콘사도레 삿포로     | 노에비어 아레나, 고베 |  |  |
| 14:00 UTC+9          | 오사코 유야 8′ · 미야시로 다이세이 24′, 49′ · 무토 요시노리 43′, 90+5′ · 데쓰시 야마카와 72′ |       | 73′ (자책골) 이데구치 요스케 |                       |  |  |
|                      |                                                                                              |       |                              |                       |  |  |

| 2024년 3월 30일 (토) | 우라와 레즈                                           | 2 - 1 | 아비스파 후쿠오카 | 사이타마 스타디움 2002, 사이타마 |  |  |
| 15:00 UTC+9          | 와타나베 료마 65′ · 치아구 산투스 산타나 73′ (페널티) |       | 28′ 샤합 자헤디   |                                  |  |  |
|                      |                                                       |       |                   |                                  |  |  |

| 2024년 3월 30일 (토) | 가와사키 프론탈레                                           | 3 - 0 | FC 도쿄 | 도도로키 육상경기장, 가와사키 |  |  |
| 15:00 UTC+9          | 와키자카 야스토 34′ · 야마다 신 83′ · 다치바나다 겐토 90+2′ |       |         |                               |  |  |
|                      |                                                             |       |         |                               |  |  |

| 2024년 3월 30일 (토) | 가시마 앤틀러스          | 1 - 0 | 주빌로 이와타 | 가시마 사커 스타디움, 가시마 |  |  |
| 15:00 UTC+9          | 스즈키 유마 33′ (페널티) |       |               |                              |  |  |
|                      |                          |       |               |                              |  |  |

| 2024년 3월 30일 (토) | 마치다 젤비아                        | 3 - 1 | 사간 도스           | 마치다 시립경기장, 도쿄도 마치다시 |  |  |
| 15:00 UTC+9          | 후지모토 가즈키 5′ · 오세훈 54′, 57′ |       | 34′ 마르셀로 라이언 |                                    |  |  |
|                      |                                      |       |                     |                                    |  |  |

| 2024년 3월 30일 (토) | 세레소 오사카                       | 2 - 0 | 쇼난 벨마레 | 요도코 사쿠라 스타디움, 오사카 |  |  |
| 16:00 UTC+9          | 후나키 가케루 60′ · 기타노 소타 82′ |       |             |                                |  |  |
|                      |                                     |       |             |                                |  |  |

| 2024년 3월 30일 (토) | 나고야 그램퍼스                             | 2 - 1 | 요코하마 F 마리노스 | 도요타 스타디움, 아이치현 도요타시 |  |  |
| 16:00 UTC+9          | 모리시마 쓰카사 77′ · 야마나카 료스케 90+2′ |       | 54′ 나가토 가쓰야   |                                    |  |  |
|                      |                                             |       |                     |                                    |  |  |

## 제6라운드(4월 3일 수)
| 2024년 4월 3일 (수) | 마치다 젤비아 | v | 산프레체 히로시마 |  |  |  |
| 19:00 UTC+9         |               |   |                   |  |  |  |
|                     |               |   |                   |  |  |  |

| 2024년 4월 3일 (수) | 쇼난 벨마레 | v | 도쿄 베르디 |  |  |  |
| 19:00 UTC+9         |             |   |             |  |  |  |
|                     |             |   |             |  |  |  |

| 2024년 4월 3일 (수) | 아비스파 후쿠오카 | v | 가시마 앤틀러스 |  |  |  |
| 19:00 UTC+9         |                   |   |                 |  |  |  |
|                     |                   |   |                 |  |  |  |

| 2024년 4월 3일 (수) | 주빌로 이와타 | v | 알비렉스 니이가타 |  |  |  |
| 19:00 UTC+9         |               |   |                   |  |  |  |
|                     |               |   |                   |  |  |  |

| 2024년 4월 3일 (수) | 사간 도스 | v | 비셀 고베 |  |  |  |
| 19:00 UTC+9         |           |   |           |  |  |  |
|                     |           |   |           |  |  |  |

| 2024년 4월 3일 (수) | 요코하마 F 마리노스 | v | 가와사키 프론탈레 |  |  |  |
| 19:00 UTC+9         |                     |   |                   |  |  |  |
|                     |                     |   |                   |  |  |  |

| 2024년 4월 3일 (수) | 감바 오사카 | v | 교토 상가 |  |  |  |
| 19:00 UTC+9         |             |   |           |  |  |  |
|                     |             |   |           |  |  |  |

| 2024년 4월 3일 (수) | 가시와 레이솔 | v | 세레소 오사카 |  |  |  |
| 19:00 UTC+9         |               |   |               |  |  |  |
|                     |               |   |               |  |  |  |

| 2024년 4월 3일 (수) | 홋카이도 콘사도레 삿포로 | v | 나고야 그램퍼스 |  |  |  |
| 19:30 UTC+9         |                          |   |                 |  |  |  |
|                     |                          |   |                 |  |  |  |

| 2024년 4월 3일 (수) | FC 도쿄 | v | 우라와 레즈 |  |  |  |
| 19:30 UTC+9         |         |   |             |  |  |  |
|                     |         |   |             |  |  |  |

## 제7라운드(4월 6~7일 토/일)
| 2024년 4월 6일 (토) | 홋카이도 콘사도레 삿포로 | 1 - 0 | 감바 오사카 | 삿포로돔, 삿포로 |  |  |
| 14:00 UTC+9         | 미야자와 히로키 73′      |       |             |                  |  |  |
|                     |                          |       |             |                  |  |  |

| 2024년 4월 7일 (일) | 도쿄 베르디     | 1 - 1 | 가시와 레이솔       | 아지노모토 스타디움, 도쿄도 조후시 |  |  |
| 13:00 UTC+9         | 야마다 후키 10′ |       | 73′ 기노시타 고스케 |                                    |  |  |
|                     |                 |       |                     |                                    |  |  |

| 2024년 4월 7일 (일) | 교토 상가 | 0 - 3 | 주빌로 이와타                                    | 상가 스타디움 바이 교세라, 교토부 가메오카 시 |  |  |
| 14:00 UTC+9         |           |       | 51′ 니시쿠보 슌스케 · 65′, 71′ 마테우스 페이쇼투 |                                               |  |  |
|                     |           |       |                                                  |                                               |  |  |

| 2024년 4월 7일 (일) | 산프레체 히로시마               | 2 - 0 | 쇼난 벨마레 | 에디온 피스 윙 히로시마, 히로시마 |  |  |
| 14:00 UTC+9         | 오하시 유키 52′ (페널티), 90+6′ |       |             |                                   |  |  |
|                     |                                 |       |             |                                   |  |  |

| 2024년 4월 7일 (일) | 알비렉스 니이가타 | 0 - 1 | 세레소 오사카                     | 빅스완 스타디움, 니이가타 |  |  |
| 14:00 UTC+9         |                   |       | 69′ 레오나르두 지 소우자 페레이라 |                           |  |  |
|                     |                   |       |                                   |                           |  |  |

| 2024년 4월 7일 (일) | 비셀 고베             | 1 - 2 | 요코하마 F 마리노스                   | 노에비어 아레나, 고베 |  |  |
| 14:00 UTC+9         | 미야시로 다이세이 66′ |       | 47′ 안데르송 로페스 · 83′ 얀 마테우스 |                       |  |  |
|                     |                       |       |                                       |                       |  |  |

| 2024년 4월 7일 (일) | 나고야 그램퍼스 | 0 - 0 | 아비스파 후쿠오카 | 도요타 스타디움, 아이치현 도요타시 |  |  |
| 15:00 UTC+9         |                 |       |                   |                                    |  |  |
|                     |                 |       |                   |                                    |  |  |

| 2024년 4월 7일 (일) | 가와사키 프론탈레 | 0 - 1 | 마치다 젤비아   | 도도로키 육상경기장, 가와사키 |  |  |
| 15:00 UTC+9         |                   |       | 32′ 후지오 쇼타 |                               |  |  |
|                     |                   |       |                 |                               |  |  |

| 2024년 4월 7일 (일) | 우라와 레즈                                                       | 3 - 0 | 사간 도스 | 사이타마 스타디움 2002, 사이타마 |  |  |
| 15:00 UTC+9         | 치아구 산투스 산타나 5′ · 마쓰오 유스케 53′ · 오쿠보 도모아키 83′ |       |           |                                  |  |  |
|                     |                                                                   |       |           |                                  |  |  |

| 2024년 4월 7일 (일) | FC 도쿄                                     | 2 - 0 | 가시마 앤틀러스 | 도쿄국립경기장, 도쿄 |  |  |
| 17:00 UTC+9         | 나카가와 데루히토 55′ · 하라카와 리키 90+7′ |       |                 |                      |  |  |
|                     |                                             |       |                 |                      |  |  |

## 제8라운드(4월 12~14일 금/토/일)
| 2024년 4월 12일 (금) | 가시와 레이솔       | 1 - 0 | 우라와 레즈 | 히타치 가시와 구장, 가시와 |  |  |
| 19:00 UTC+9          | 기노시타 고스케 72′ |       |             |                            |  |  |
|                      |                     |       |             |                            |  |  |

| 2024년 4월 13일 (토) | 알비렉스 니이가타   | 1 - 1 | 콘사도레 삿포로 | 빅스완 스타디움, 니이가타 |  |  |
| 14:00 UTC+9          | 아키야마 히로키 80′ |       | 20′ 아사노 유야 |                           |  |  |
|                      |                     |       |                 |                           |  |  |

| 2024년 4월 13일 (토) | 주빌로 이와타 | 0 - 1 | 나고야 그램퍼스 | 야마하 스타디움, 이와타 |  |  |
| 14:00 UTC+9          |               |       | 8′ 마스이 켄    |                         |  |  |
|                      |               |       |                 |                         |  |  |

| 2024년 4월 13일 (토) | 아비스파 후쿠오카 | 1 - 1 | 산프레체 히로시마 | 베스트 덴키 스타디움, 후쿠오카 |  |  |
| 14:00 UTC+9          | 샤합 자헤디 22′   |       | 25′ 사사키 쇼     |                                |  |  |
|                      |                   |       |                   |                                |  |  |

| 2024년 4월 13일 (토) | 요코하마 F 마리노스            | 2 - 2 | 쇼난 벨마레                         | 닛산 스타디움, 요코하마 |  |  |
| 14:00 UTC+9          | 시오가이 겐토 21′ · 남태희 48′ |       | 41′ 히라오카 다이요 · 80′ 후쿠다 쇼 |                         |  |  |
|                      |                                |       |                                     |                         |  |  |

| 2024년 4월 13일 (토) | 가시마 앤틀러스 | 1 - 0 | 교토 상가 | 가시마 사커 스타디움, 가시마 |  |  |
| 15:00 UTC+9          | 노노 기미토 85′ |       |           |                              |  |  |
|                      |                 |       |           |                              |  |  |

| 2024년 4월 13일 (토) | 마치다 젤비아             | 1 - 2 | 비셀 고베                               | 도쿄 국립경기장, 도쿄 |  |  |
| 15:00 UTC+9          | 이브라힘 드리셰비치 90+6′ |       | 45′ 야마우치 가케루 · 89′ 무토 요시노리 |                       |  |  |
|                      |                           |       |                                         |                       |  |  |

| 2024년 4월 13일 (토) | 세레소 오사카                     | 1 - 0 | 가와사키 프론탈레 | 요도코 사쿠라 스타디움, 오사카 |  |  |
| 15:00 UTC+9          | 레오나르두 지 소우자 페레이라 70′ |       |                   |                                |  |  |
|                      |                                   |       |                   |                                |  |  |

| 2024년 4월 13일 (토) | 도쿄 베르디                                  | 2 - 2 | FC 도쿄                | 아지노모토 스타디움, 도쿄도 조후시 |  |  |
| 16:00 UTC+9          | 도모야 미키 28′ (페널티) · 소메노 이쓰키 34′ |       | 68′, 90+4′ 엔도 게이타 |                                    |  |  |
|                      |                                              |       |                        |                                    |  |  |

| 2024년 4월 14일 (일) | 감바 오사카                             | 2 - 1 | 사간 도스           | 스이타 사커 스타디움, 오사카부 스이타시 |  |  |
| 15:00 UTC+9          | 사카모토 이사 45+3′ · 미우라 겐타 90+9′ |       | 41′ 나가누마 요이치 |                                         |  |  |
|                      |                                         |       |                     |                                         |  |  |

## 제9라운드(4월 20~21일 토/일, 5월 29일 수)
| 2024년 4월 20일 (토) | 사간 도스                                                        | 4 - 2 | 가시마 앤틀러스                            | 도스 스타디움, 도스 |  |  |
| 14:00 UTC+9          | 가와하라 소 30′ · 마르셀로 라이언 45+3′, 80′ · 후쿠타 아키토 88′ |       | 11′ 노노 기미토 · 86′ (페널티) 스즈키 유마 |                     |  |  |
|                      |                                                                  |       |                                            |                     |  |  |

| 2024년 4월 20일 (토) | 홋카이도 콘사도레 삿포로 | 1 - 1 | 산프레체 히로시마 | 삿포로돔, 삿포로 |  |  |
| 14:00 UTC+9          | 수파촉 사라찻 10′        |       | 50′ 나카노 슈토   |                  |  |  |
|                      |                          |       |                   |                  |  |  |

| 2024년 4월 20일 (토) | 교토 상가 | 0 - 1 | 알비렉스 니이가타   | 상가 스타디움 바이 교세라, 교토부 가메오카 시 |  |  |
| 14:00 UTC+9          |           |       | 59′ 다니구치 가이토 |                                               |  |  |
|                      |           |       |                     |                                               |  |  |

| 2024년 4월 20일 (토) | 아비스파 후쿠오카    | 2 - 2 | 주빌로 이와타      | 베스트 덴키 스타디움, 후쿠오카 |  |  |
| 15:00 UTC+9}         | 샤합 자헤디 60′, 78′ |       | 30′, 47′ 제르맹 료 |                                |  |  |
|                      |                      |       |                    |                                |  |  |

| 2024년 4월 20일 (토) | 쇼난 벨마레 | 0 - 1 | 비셀 고베           | 히라쓰카 경기장, 히라쓰카 |  |  |
| 15:00 UTC+9}         |             |       | 90+3′ 무토 요시노리 |                           |  |  |
|                      |             |       |                     |                           |  |  |

| 2024년 4월 20일 (토) | 우라와 레즈 | 0 - 1 | 감바 오사카       | 사이타마 스타디움 2002, 사이타마 |  |  |
| 16:00 UTC+9}         |             |       | 77′ 사카모토 이사 |                                  |  |  |
|                      |             |       |                   |                                  |  |  |

| 2024년 4월 20일 (토) | 가와사키 프론탈레 | 0 - 0 | 도쿄 베르디 | 도도로키 육상경기장, 가와사키 |  |  |
| 16:00 UTC+9}         |                   |       |             |                               |  |  |
|                      |                   |       |             |                               |  |  |

| 2024년 4월 21일 (일) | 나고야 그램퍼스                                | 2 - 1 | 세레소 오사카                     | 도요타 스타디움, 아이치현 도요타 |  |  |
| 15:00 UTC+9          | 케네디 에그부스 미쿠니 65′ · 나가이 겐스케 82′ |       | 67′ 레오나르두 지 소우자 페레이라 |                                  |  |  |
|                      |                                                |       |                                   |                                  |  |  |

| 2024년 4월 21일 (일) | FC 도쿄                      | 1 - 2 | 마치다 젤비아           | 아지노모토 스타디움, 도쿄도 조후시 |  |  |
| 15:00 UTC+9          | 오가시와 쓰요시 21′ (페널티) |       | 14′ 나상호 · 25′ 오세훈 |                                    |  |  |
|                      |                              |       |                         |                                    |  |  |

| 2024년 5월 29일 (수) | 요코하마 F 마리노스                                          | 4 - 0 | 가시와 레이솔 | 닛산 스타디움, 요코하마 |  |  |
| 19:00 UTC+9          | 안데르송 로페스 11′ (페널티), 65′, 90+6′ · 나가토 가쓰야 43′ |       |               |                         |  |  |
|                      |                                                              |       |               |                         |  |  |

## 제10라운드(4월 27~28일 토/일)
| 2024년 4월 27일 (토) | 홋카이도 콘사도레 삿포로               | 3 - 3 | 쇼난 벨마레                                         | 삿포로돔, 삿포로 |  |  |
| 13:00 UTC+9          | 아오키 료타 23′, 54′ · 곤도 도모키 42′ |       | 67′ 하타 다이가 · 85′ 후쿠다 쇼 · 90+3′ 스즈키 유토 |                  |  |  |
|                      |                                        |       |                                                     |                  |  |  |

| 2024년 4월 27일 (토) | 주빌로 이와타                            | 2 - 0 | 마치다 젤비아 | 야마하 스타디움, 이와타 |  |  |
| 14:00 UTC+9          | 마쓰바라 고 46′ · 료 제르맹 70′ (페널티) |       |               |                         |  |  |
|                      |                                          |       |               |                         |  |  |

| 2024년 4월 27일 (토) | 비셀 고베 | 0 - 1 | 교토 상가       | 노에비어 아레나, 고베 |  |  |
| 14:00 UTC+9          |           |       | 55′ 하라 다이치 |                       |  |  |
|                      |           |       |                 |                       |  |  |

| 2024년 4월 27일 (토) | 알비렉스 니이가타   | 1 - 3 | FC 도쿄                                                           | 빅스완 스타디움, 니이가타 |  |  |
| 14:00 UTC+9          | 하야카와 후미야 90′ |       | 39′ 나카가와 데루히토 · 49′ 시라이 고스케 · 62′ 지에구 올리베이라 |                           |  |  |
|                      |                     |       |                                                                   |                           |  |  |

| 2024년 4월 27일 (토) | 세레소 오사카                            | 2 - 2 | 요코하마 F 마리노스                       | 요도코 사쿠라 스타디움, 오사카 |  |  |
| 15:00 UTC+9          | 레오나르두 지 소우자 페레이라 45+8′, 68′ |       | 17′ 미즈누마 고타 · 59′ 사카키바라 게이고 |                                |  |  |
|                      |                                          |       |                                           |                                |  |  |

| 2024년 4월 28일 (일) | 도쿄 베르디 | 0 - 0 | 아비스파 후쿠오카 | 아지노모토 스타디움, 도쿄도 조후시 |  |  |
| 14:00 UTC+9          |             |       |                   |                                    |  |  |
|                      |             |       |                   |                                    |  |  |

| 2024년 4월 28일 (일) | 산프레체 히로시마                 | 2 - 2 | 가와사키 프론탈레               | 에디온 피스 윙 히로시마, 히로시마 |  |  |
| 14:00 UTC+9          | 오하시 유키 38′ · 가토 무쓰키 75′ |       | 65′ 고바야시 유 · 74′ 야마다 신 |                                   |  |  |
|                      |                                   |       |                                 |                                   |  |  |

| 2024년 4월 28일 (일) | 감바 오사카       | 1 - 2 | 가시마 앤틀러스                     | 스이타 사커 스타디움, 오사카부 스이타시 |  |  |
| 15:00 UTC+9          | 사카모토 이사 39′ |       | 27′ 나카마 하야토 · 54′ 노노 기미토 |                                         |  |  |
|                      |                   |       |                                     |                                         |  |  |

| 2024년 4월 28일 (일) | 가시와 레이솔       | 1 - 1 | 사간 도스           | 히타치 가시와 구장, 가시와 |  |  |
| 15:00 UTC+9          | 시마무라 다쿠야 40′ |       | 14′ 마르셀로 라이언 |                            |  |  |
|                      |                     |       |                     |                            |  |  |

| 2024년 4월 28일 (일) | 우라와 레즈                                           | 2 - 1 | 나고야 그램퍼스   | 사이타마 스타디움 2002, 사이타마 |  |  |
| 15:00 UTC+9          | 야스이 가이토 24′ · 티아고 산토스 산타나 70′ (페널티) |       | 90+3′ 이즈미 류지 |                                  |  |  |
|                      |                                                       |       |                   |                                  |  |  |

## 제11라운드(5월 3일 금)
| 2024년 5월 3일 (금) | 요코하마 F 마리노스 | 1 - 1 | 주빌로 이와타         | 닛산 스타디움, 요코하마 |  |  |
| 14:03 UTC+9         | 안데르송 로페스 64′ |       | 84′ 마테우스 페이쇼투 | 관중 수: 38,945         |  |  |
|                     |                     |       |                       |                         |  |  |

| 2024년 5월 3일 (금) | 알비렉스 니이가타     | 1 - 1 | 산프레체 히로시마 | 뎅카 빅스완 스타디움, 니이가타 |  |  |
| 14:03 UTC+9         | 다카기 요시아키 90+4′ |       | 70′ 아라키 하야토 | 관중 수: 25,854                |  |  |
|                     |                       |       |                   |                                |  |  |

| 2024년 5월 3일 (금) | 가시마 앤틀러스                     | 3 - 1 | 쇼난 벨마레   | 가시마 사커 스타디움, 가시마 |  |  |
| 15:03 UTC+9         | 스즈키 유마 50′, 62′ · 차브리치 67′ |       | 85′ 후쿠다 쇼 | 관중 수: 26,924              |  |  |
|                     |                                     |       |               |                              |  |  |

| 2024년 5월 3일 (금) | FC 도쿄                                    | 2 - 1 | 교토 상가       | 아지노모토 스타디움, 도쿄도 조후시 |  |  |
| 15:03 UTC+9         | 카시프 방나간데 4′ · 지에구 올리베이라 21′ |       | 79′ 히라가 소라 | 관중 수: 26,770                    |  |  |
|                     |                                            |       |                 |                                    |  |  |

| 2024년 5월 3일 (금) | 마치다 젤비아               | 2 - 0 | 가시와 레이솔 | 마치다 기온 스타디움, 도쿄도 마치다 |  |  |
| 15:03 UTC+9         | 오세훈 9′ · 아라키 슌타 69′ |       |               | 관중 수: 12,064                     |  |  |
|                     |                             |       |               |                                     |  |  |

| 2024년 5월 3일 (금) | 세레소 오사카   | 1 - 1 | 홋카이도 콘사도레 삿포로 | 요도코 사쿠라 스타디움, 오사카 |  |  |
| 15:03 UTC+9         | 레오 세아라 71′ |       | 27′ 아사노 유야          | 관중 수: 19,276                |  |  |
|                     |                 |       |                          |                                |  |  |

| 2024년 5월 3일 (금) | 사간 도스 | 0 - 2 | 도쿄 베르디                             | 에키마에 부동산 경기장, 도스시 |  |  |
| 15:04 UTC+9         |           |       | 20′ 기무라 유다이 · 90+7′ 마쓰하시 유안 | 관중 수: 13,076                |  |  |
|                     |           |       |                                         |                                |  |  |

| 2024년 5월 3일 (금) | 가와사키 프론탈레                                                 | 3 - 1 | 우라와 레즈         | 우반스 도도로키 스타디움 바이 후지쓰, 가와사키 |  |  |
| 16:03 UTC+9         | 와키자카 야스토 18′ · 사사키 아사히 49′ · 이에나가 아키히로 90+3′ |       | 35′ 오쿠보 도모아키 | 관중 수: 23,457                                |  |  |
|                     |                                                                   |       |                     |                                                |  |  |

| 2024년 5월 3일 (금) | 아비스파 후쿠오카 | 1 - 0 | 감바 오사카 | 베스트 덴키 스타디움, 후쿠오카 |  |  |
| 16:03 UTC+9         | 샤하브 자헤디 22′ |       |             | 관중 수: 10,791                |  |  |
|                     |                   |       |             |                                |  |  |

| 2024년 5월 3일 (금) | 나고야 그램퍼스 | 0 - 2 | 비셀 고베                             | 도요타 스타디움, 도요타 |  |  |
| 19:03 UTC+9         |                 |       | 40′ 야마구치 호타루 · 81′ 오사코 유야 | 관중 수: 38,955         |  |  |
|                     |                 |       |                                       |                         |  |  |

## 제12라운드(5월 6일 월)
| 2024년 5월 6일 (월) | 도쿄 베르디                                           | 3 - 2 | 주빌로 이와타                         | 아지노모토 스타디움, 도쿄도 조후시 |  |  |
| 13:00 UTC+9         | 소메노 이쓰키 35′ (페널티) · 기무라 유다이 41′, 90+9′ |       | 55′ 마테우스 페이쇼투 · 66′ 료 제르맹 |                                    |  |  |
|                     |                                                       |       |                                       |                                    |  |  |

| 2024년 5월 6일 (월) | 비셀 고베                                                        | 3 - 2 | 알비렉스 니이가타               | 노에비어 아레나, 고베 |  |  |
| 13:00 UTC+9         | 사사키 다이주 15′ · 미야시로 다이세이 25′ · 엔도 료 55′ (자책골) |       | 51′ 후지와라 소야 · 76′ 엔도 료 |                       |  |  |
|                     |                                                                  |       |                                 |                       |  |  |

| 2024년 5월 6일 (월) | 감바 오사카       | 1 - 0 | 세레소 오사카 | 스이타 사커 스타디움, 오사카부 스이타시 |  |  |
| 13:05 UTC+9         | 우사미 다카시 28′ |       |               |                                         |  |  |
|                     |                   |       |               |                                         |  |  |

| 2024년 5월 6일 (월) | 홋카이도 콘사도레 삿포로 | 1 - 2 | FC 도쿄                                       | 삿포로 돔, 삿포로 |  |  |
| 14:00 UTC+9         | 바바 세이야 5′           |       | 26′ 다와라쓰미다 고타 · 65′ 지에구 올리베이라 |                   |  |  |
|                     |                          |       |                                               |                   |  |  |

| 2024년 5월 6일 (월) | 교토 상가 | 0 - 3 | 마치다 젤비아                           | 상가 스타디움 바이 교세라, 교토부 가메오카 시 |  |  |
| 14:00 UTC+9         |           |       | 22′ 오세훈 · 64′ 나상호 · 75′ 미첼 듀크 |                                               |  |  |
|                     |           |       |                                         |                                               |  |  |

| 2024년 5월 6일 (월) | 아비스파 후쿠오카 | 1 - 1 | 가와사키 프론탈레 | 베스트 덴키 스타디움, 후쿠오카 |  |  |
| 14:00 UTC+9         | 곤노 가즈야 85′   |       | 75′ 야마다 신     |                                |  |  |
|                     |                   |       |                   |                                |  |  |

| 2024년 5월 6일 (월) | 산프레체 히로시마                   | 2 - 3 | 나고야 그램퍼스                                      | 에디온 피스 윙 히로시마, 히로시마 |  |  |
| 15:00 UTC+9         | 고시미치 소타 23′ · 나카노 슈토 48′ |       | 2′ 파트릭 · 18′ 이나가키 쇼 · 84′ (자책골) 사사키 쇼 |                                   |  |  |
|                     |                                     |       |                                                      |                                   |  |  |

| 2024년 5월 6일 (월) | 가시와 레이솔       | 1 - 2 | 가시마 앤틀러스                            | 히타치 가시와 구장, 가시와 |  |  |
| 16:00 UTC+9         | 시마무라 다쿠야 65′ |       | 4′ 나고 신타로 · 90+2′ 알렉산다르 차브리치 |                            |  |  |
|                     |                     |       |                                            |                            |  |  |

| 2024년 5월 6일 (월) | 쇼난 벨마레                       | 2 - 1 | 사간 도스         | 히라쓰카 경기장, 히라쓰카 |  |  |
| 16:00 UTC+9         | 후쿠다 쇼 25′ · 아베 히로유키 46′ |       | 13′ 도가시 게이만 |                           |  |  |
|                     |                                   |       |                   |                           |  |  |

| 2024년 5월 6일 (월) | 우라와 레즈          | 2 - 1 | 요코하마 F 마리노스 | 사이타마 스타디움 2002, 사이타마 |  |  |
| 17:00 UTC+9         | 이토 아쓰키 42′, 66′ |       | 86′ 가토 히지리     |                                  |  |  |
|                     |                      |       |                     |                                  |  |  |

## 제13라운드(5월 11~12일 토/일, 6월 19일 수)
| 2024년 5월 11일 (토) | 알비렉스 니이가타                     | 2 - 4 | 우라와 레즈                                                                          | 빅스완 스타디움, 니이가타 |  |  |
| 14:00 UTC+9          | 오타 슈스케 75′ · 나가쿠라 모토키 87′ |       | 4′, 90+12′ (페널티) 치아구 산투스 산타나 · 65′ 사무엘 구스타프손 · 69′ 마에다 나오키 |                           |  |  |
|                      |                                       |       |                                                                                      |                           |  |  |

| 2024년 5월 11일 (토) | 교토 상가                                            | 2 - 3 | 아비스파 후쿠오카                                   | 상가 스타디움 바이 교세라, 교토부 가메오카 시 |  |  |
| 14:00 UTC+9          | 미야요시 다쿠미 21′ · 무라카미 마사아키 53′ (자책골) |       | 19′ 사토 료가 · 49′ 다시로 마사야 · 52′ 곤노 가즈야 |                                               |  |  |
|                      |                                                      |       |                                                     |                                               |  |  |

| 2024년 5월 11일 (토) | 주빌로 이와타 | 0 - 3 | 사간 도스                                                                | 야마하 스타디움, 이와타 |  |  |
| 14:00 UTC+9          |               |       | 45+1′ (자책골) 가누마 나오키 · 58′ 마르셀로 라이언 · 77′ 나가누마 요이치 |                         |  |  |
|                      |               |       |                                                                          |                         |  |  |

| 2024년 5월 11일 (토) | 쇼난 벨마레 | 0 - 0 | 마치다 젤비아 | 히라쓰카 경기장, 히라쓰카 |  |  |
| 15:00 UTC+9          |             |       |               |                           |  |  |
|                      |             |       |               |                           |  |  |

| 2024년 5월 11일 (토) | 가와사키 프론탈레                        | 3 - 0 | 홋카이도 콘사도레 삿포로 | 도도로키 육상경기장, 가와사키 |  |  |
| 15:00 UTC+9          | 바페팀비 고미스 30′, 43′, 45+3′ (페널티) |       |                          |                               |  |  |
|                      |                                          |       |                          |                               |  |  |

| 2024년 5월 11일 (토) | 세레소 오사카                     | 1 - 4 | 비셀 고베                                                                       | 요도코 사쿠라 스타디움, 오사카 |  |  |
| 16:00 UTC+9          | 레오나르두 지 소우자 페레이라 57′ |       | 38′ 야마구치 호타루 · 44′ 혼다 유키 · 49′ 오사코 유야 · 90+3′ 미야시로 다이세이 |                                |  |  |
|                      |                                   |       |                                                                                 |                                |  |  |

| 2024년 5월 11일 (토) | 나고야 그램퍼스 | 0 - 1 | 감바 오사카         | 도요타 스타디움, 아이치현 도요타시 |  |  |
| 16:00 UTC+9          |                 |       | 67′ 기시모토 다케루 |                                    |  |  |
|                      |                 |       |                     |                                    |  |  |

| 2024년 5월 11일 (토) | FC 도쿄                                                                 | 3 - 3 | 가시와 레이솔                                                  | 아지노모토 스타디움, 도쿄도 조후시 |  |  |
| 17:00 UTC+9          | 나카가와 데루히토 6′ · 지에구 올리베이라 32′ (페널티) · 마쓰키 구류 37′ |       | 2′ 마테우스 사비우 · 46′ 이누카이 도모야 · 58′ 시마무라 다쿠야 |                                    |  |  |
|                      |                                                                         |       |                                                                |                                    |  |  |

| 2024년 5월 12일 (일) | 가시마 앤틀러스                                                | 3 - 3 | 도쿄 베르디                                               | 가시마 사커 스타디움, 가시마 |  |  |
| 13:05 UTC+9          | 스즈키 유마 5′ (페널티) · 나고 신타로 8′ · 우에다 나오미치 50′ |       | 69′ 사이토 고스케 · 81′ 기무라 유다이 · 90+3′ 미키 도모야 |                              |  |  |
|                      |                                                                |       |                                                           |                              |  |  |

| 2024년 6월 19일 (수) | 요코하마 F 마리노스                        | 3 - 2 | 산프레체 히로시마                | 닛산 스타디움, 요코하마 |  |  |
| 19:00 UTC+9          | 얀 마테우스 29′, 90′ · 안데르송 로페스 87′ |       | 2′ 가토 무쓰키 · 77′ 요하시 유키 |                         |  |  |
|                      |                                            |       |                                  |                         |  |  |

## 제14라운드(5월 15일 수)
| 2024년 5월 15일 (수) | 가시와 레이솔                           | 2 - 1 | 쇼난 벨마레   | 산쿄 프론티어 가시와 스타디움, 가시와 |  |  |
| 19:00 UTC+9          | 기노시타 고스케 77′ · 호소야 마오 90+1′ |       | 73′ 후쿠다 쇼 | 관중 수: 7530 심판: 이케우치 아키히토 |  |  |
|                      |                                         |       |               |                                       |  |  |

| 2024년 5월 15일 (수) | 도쿄 베르디 | 0 - 0 | 감바 오사카 | 아지노모토 스타디움, 도쿄도 조후시 |  |  |
| 19:00 UTC+9          |             |       |             | 관중 수: 13,445 심판: 고야 고에이  |  |  |
|                      |             |       |             |                                    |  |  |

| 2024년 5월 15일 (수) | 산프레체 히로시마     | 1 - 3 | 가시마 앤틀러스                                                | 에디온 피스윙 히로시마, 히로시마      |  |  |
| 19:00 UTC+9          | 마르쿠스 주니오르 65′ |       | 5′ 우에다 나오미치 · 15′ 스즈키 유마 · 84′ 알렉산다르 차브리치 | 관중 수: 25,302 심판: 야마모토 유다이 |  |  |
|                      |                       |       |                                                                |                                       |  |  |

| 2024년 5월 15일 (수) | 마치다 젤비아                | 2 - 1 | 세레소 오사카   | 마치다 기온 스타디움, 도쿄도 마치다시 |  |  |
| 19:00 UTC+9          | 오세훈 70′ · 미첼 듀크 90+3′ |       | 84′ 레오 세아라 | 관중 수: 6546 심판: 아라키 유스케     |  |  |
|                      |                              |       |                 |                                       |  |  |

| 2024년 5월 15일 (수) | 나고야 그램퍼스           | 3 - 1 | FC 도쿄           | 도요타 스타디움, 아이치현 도요타시  |  |  |
| 19:00 UTC+9          | 카스퍼 융커 33′, 66′, 71′ |       | 78′ 아라키 료타로 | 관중 수: 14,533 심판: 이이다 줌페이 |  |  |
|                      |                           |       |                   |                                     |  |  |

| 2024년 5월 15일 (수) | 비셀 고베         | 1 - 0 | 아비스파 후쿠오카 | 노에비어 스타디움 고베, 고베          |  |  |
| 19:00 UTC+9          | 미야시로 다이세이 |       |                   | 관중 수: 10,961 심판: 기무라 히로유키 |  |  |
|                      |                   |       |                   |                                       |  |  |

| 2024년 5월 15일 (수) | 알비렉스 니이가타                                       | 3 - 1 | 요코하마 F 마리노스 | 덴카 빅스완 스타디움, 니이가타          |  |  |
| 19:00 UTC+9          | 스즈키 고지 51′ · 다니구치 가이토 53′ · 오쿠무라 진 82′ |       | 25′ 와타나베 고타   | 관중 수: 15,065 심판: 후쿠시마 고이치로 |  |  |
|                      |                                                         |       |                     |                                         |  |  |

| 2024년 5월 15일 (수) | 사간 도스                                                                              | 5 - 2 | 가와사키 프론탈레                         | 에키마에 부동산 스타디움, 도스      |  |  |
| 19:00 UTC+9          | 요코야마 아유무 26′, 37′ · 마르셀루 라이안 44′ · 하라다 와타루 47′ · 가와타 아쓰시 75′ |       | 13′ 다카이 고타 · 45+3′ 이에나가 아키히로 | 관중 수: 6222 심판: 가사하라 히로키 |  |  |
|                      |                                                                                        |       |                                           |                                     |  |  |

| 2024년 5월 15일 (수) | 홋카이도 콘사도레 삿포로 | 1 - 0 | 주빌로 이와타 | 삿포로 돔, 삿포로                     |  |  |
| 19:00 UTC+9          | 아사노 유야 25′          |       |               | 관중 수: 7702 심판: 미쿠리야 다카후미 |  |  |
|                      |                          |       |               |                                       |  |  |

| 2024년 5월 15일 (수) | 우라와 레즈                                               | 3 - 0 | 교토 상가 | 사이타마 스타디움 2002, 사이타마    |  |  |
| 19:30 UTC+9          | 야스이 가이토 42′ · 와타나베 료마 55′ · 치아구 산타나 77′ |       |           | 관중 수: 20,737 심판: 다카사키 고지 |  |  |
|                      |                                                           |       |           |                                     |  |  |

## 제15라운드(5월 18~19일 토/일)
| 2024년 5월 18일 (토) | 아비스파 후쿠오카 | 0 - 3 | 세레소 오사카                                            | 베스트 덴키 스타디움, 후쿠오카 |  |  |
| 16:00 UTC+9          |                   |       | 9′ 레오 세아라 · 29′ 다나카 슌타 · 90+7′ 다메다 히로타카 |                                |  |  |
|                      |                   |       |                                                          |                                |  |  |

| 2024년 5월 18일 (토) | 사간 도스 | 0 - 2 | 나고야 그램퍼스                | 도스 스타디움, 도스 |  |  |
| 19:00 UTC+9          |           |       | 6′ 이나가키 쇼 · 50′ 마스이 켄 |                     |  |  |
|                      |           |       |                                |                     |  |  |

| 2024년 5월 19일 (일) | 교토 상가 | 0 - 5 | 산프레체 히로시마                                                      | 상가 스타디움 바이 교세라, 교토부 가메오카 |  |  |
| 14:00 UTC+9          |           |       | 9′ 가와무라 다쿠무 · 12′, 25′, 69′ 아라이 나오토 · 55′ 마쓰모토 다이시 |                                            |  |  |
|                      |           |       |                                                                        |                                            |  |  |

| 2024년 5월 19일 (일) | 마치다 젤비아                                                                                    | 5 - 0 | 도쿄 베르디 | 마치다 시립경기장, 도쿄도 마치다시 |  |  |
| 14:00 UTC+9          | 미야하라 가즈야 11′ (자책골) · 후지오 쇼타 29′, 60′ (페널티) · 시바토 카이 80′ · 에릭 리마 90+3′ |       |             |                                    |  |  |
|                      |                                                                                                  |       |             |                                    |  |  |

| 2024년 5월 19일 (일) | 주빌로 이와타   | 1 - 1 | 우라와 레즈             | 시즈오카 에코파 스타디움, 시즈오카현 오가사야마 |  |  |
| 14:00 UTC+9          | 가네코 쇼타 71′ |       | 68′ 마리우스 회이브로텐 |                                                 |  |  |
|                      |                 |       |                         |                                                 |  |  |

| 2024년 5월 19일 (일) | 가시마 앤틀러스 | 1 - 0 | 비셀 고베 | 가시마 사커 스타디움, 가시마 |  |  |
| 15:00 UTC+9          | 노노 기미토 81′ |       |           |                              |  |  |
|                      |                 |       |           |                              |  |  |

| 2024년 5월 19일 (일) | FC 도쿄           | 1 - 1 | 요코하마 F 마리노스 | 아지노모토 스타디움, 도쿄도 조후시 |  |  |
| 15:00 UTC+9          | 나가토모 유토 55′ |       | 25′ 남태희          |                                    |  |  |
|                      |                   |       |                     |                                    |  |  |

| 2024년 5월 19일 (일) | 감바 오사카                                           | 3 - 1 | 가와사키 프론탈레 | 스이타 사커 스타디움, 오사카부 스이타시 |  |  |
| 15:00 UTC+9          | 우사미 다카시 28′ · 후쿠오카 쇼타 70′ · 구라타 슈 81′ |       | 25′ 세가와 유스케 |                                         |  |  |
|                      |                                                       |       |                   |                                         |  |  |

| 2024년 5월 19일 (일) | 쇼난 벨마레     | 2 - 1 | 알비렉스 니이가타   | 히라쓰카 경기장, 히라쓰카 |  |  |
| 16:00 UTC+9          | 루키앙 35′, 59′ |       | 30′ 나가쿠라 모토키 |                           |  |  |
|                      |                 |       |                     |                           |  |  |

| 2024년 5월 19일 (일) | 가시와 레이솔                                    | 2 - 1 | 홋카이도 콘사도레 삿포로 | 히타치 가시와 구장, 가시와 |  |  |
| 15:00 UTC+9          | 도시마 사치로 20′ · 지에구 자라 로드리게스 90+1′ |       | 47′ 고마이 요시아키      |                            |  |  |
|                      |                                                  |       |                          |                            |  |  |

## 제16라운드(5월 25~26일 토/일, 7월 3일 수)
| 2024년 5월 25일 (토) | 홋카이도 콘사도레 삿포로 | 0 - 3 | 가시마 앤틀러스                                | 삿포로돔, 삿포로                      |  |  |
| 14:03 UTC+9          |                          |       | 40′, 55′ 나고 신타로 · 87′ 알렉산다르 차브리치 | 관중 수: 12,651 심판: 나카무라 후토시 |  |  |
|                      |                          |       |                                                |                                       |  |  |

| 2024년 5월 25일 (토) | 주빌로 이와타                                                 | 3 - 2 | 쇼난 벨마레               | 야마하 스타디움, 이와타             |  |  |
| 14:03 UTC+9          | 야마다 히로키 45+5′ · 마테우스 페이쇼투 82′ · 레오 고미스 86′ |       | 1′ 루키앙 · 29′ 후쿠다 쇼 | 관중 수: 13,491 심판: 다카사키 고지 |  |  |
|                      |                                                               |       |                           |                                     |  |  |

| 2024년 5월 25일 (토) | 가와사키 프론탈레   | 1 - 1 | 가시와 레이솔       | 우반세 도도로키 스타디움 바이 후지쓰, 가와사키 |  |  |
| 16:03 UTC+9          | 와키자카 야스토 30′ |       | 59′ 기노시타 고스케 | 관중 수: 21,598 심판: 기무라 히로유키          |  |  |
|                      |                     |       |                     |                                                |  |  |

| 2024년 5월 25일 (토) | 알비렉스 니이가타     | 1 - 2 | 아비스파 후쿠오카                   | 덴카 빅스완 스타디움, 니이가타        |  |  |
| 16:03 UTC+9          | 하야카와 후미야 90+3′ |       | 37′ 마에 히로유키 · 85′ 곤노 가즈야 | 관중 수: 20,197 심판: 다미안 실베스착 |  |  |
|                      |                       |       |                                     |                                       |  |  |

| 2024년 5월 26일 (일) | 비셀 고베 | 0 - 1 | 도쿄 베르디                  | 노에비어 스타디움 고베, 고베 |  |  |
| 14:03 UTC+9          |           |       | 65′ (자책골) 야마구치 호타루 | 심판: 이케우치 아키히로      |  |  |
|                      |           |       |                              |                              |  |  |

| 2024년 5월 26일 (일) | FC 도쿄 | 0 - 1 | 감바 오사카     | 아지노모토 스타디움, 도쿄도 조후시 |  |  |
| 15:03 UTC+9          |         |       | 85′ 야마다 고타 |                                    |  |  |
|                      |         |       |                 |                                    |  |  |

| 2024년 5월 26일 (일) | 나고야 그램퍼스     | 1 - 1 | 교토 상가         | 도요타 스타디움, 아이치현 도요타시 |  |  |
| 15:03 UTC+9          | 시이하시 게이야 75′ |       | 35′ 도요카와 유타 |                                    |  |  |
|                      |                     |       |                   |                                    |  |  |

| 2024년 5월 26일 (일) | 세레소 오사카   | 1 - 1 | 산프레체 히로시마 | 요도코 사쿠라 스타디움, 오사카 |  |  |
| 15:03 UTC+9          | 나시오 류야 65′ |       | 53′ 아라키 하야토 |                                |  |  |
|                      |                 |       |                   |                                |  |  |

| 2024년 5월 26일 (일) | 우라와 레즈     | 1 - 2 | 마치다 젤비아                                  | 사이타마 스타디움 2002, 사이타마 |  |  |
| 16:03 UTC+9          | 이토 가즈키 54′ |       | 52′ 히라카와 유 · 90+6′ (페널티) 시모타 호쿠토 |                                  |  |  |
|                      |                 |       |                                                |                                  |  |  |

| 2024년 7월 3일 (수) | 요코하마 F 마리노스 | 0 - 1 | 사간 도스           | 닛산 스타디움, 요코하마 |  |  |
| 19:00 UTC+9         |                     |       | 53′ 요코야마 아유무 |                         |  |  |
|                     |                     |       |                     |                         |  |  |

## 제17라운드(5월 31일~6월 2일 금/토/일)
| 2024년 5월 31일 (금) | 사간 도스 | 0 - 1 | FC 도쿄           | 에키마에 부동산 경기장, 도스      |  |  |
| 19:04 UTC+9          |           |       | 11′ 기모토 야스키 | 관중 수: 7528 심판: 시미즈 하야토 |  |  |
|                      |           |       |                   |                                   |  |  |

| 2024년 6월 1일 (토) | 산프레체 히로시마          | 2 - 0 | 주빌로 이와타 | 에디온 피스 윙 히로시마, 히로시마   |  |  |
| 14:00 UTC+9         | 피에로스 소티리우 38′, 60′ |       |               | 관중 수: 25,517 심판: 사샤 슈테게만 |  |  |
|                     |                            |       |               |                                     |  |  |

| 2024년 6월 1일 (토) | 가시마 앤틀러스                                         | 3 - 2 | 요코하마 F. 마리노스                        | 도쿄국립경기장, 도쿄                  |  |  |
| 15:00 UTC+9         | 스즈키 유마 57′ · 기미토 노노 74′ · 세키가와 이쿠마 84′ |       | 10′ 안데르송 로페스 · 90+4′ 우에나카 아사히 | 관중 수: 52,860 심판: 기무라 히로유키 |  |  |
|                     |                                                         |       |                                             |                                       |  |  |

| 2024년 6월 1일 (토) | 마치다 젤비아   | 1 - 3 | 알비렉스 니이가타                                | 마치다 시립경기장, 도쿄도 마치다시 |  |  |
| 15:00 UTC+9         | 후지오 쇼타 27′ |       | 24′ 고미 요타 · 45′ 후지와라 소야 · 52′ (자책골) | 관중 수: 10,411 심판: 가와마타 슈  |  |  |
|                     |                 |       |                                                  |                                    |  |  |

| 2024년 6월 1일 (토) | 쇼난 벨마레 | 1 - 2 | 삼바 오사카            | 히라쓰카 경기장, 히라쓰카             |  |  |
| 15:00 UTC+9         | 루키안 78′  |       | 29′, 65′ 우사미 다카시 | 관중 수: 11,006 심판: 야마모토 유다이 |  |  |
|                     |             |       |                        |                                       |  |  |

| 2024년 6월 1일 (토) | 우라와 레즈       | 1 - 1 | 비셀 고베       | 사이타마 스타디움 2002, 사이타마      |  |  |
| 16:00 UTC+9         | 나카지마 쇼야 61′ |       | 15′ 이데 하루야 | 관중 수: 45,976 심판: 나카무라 후토시 |  |  |
|                     |                   |       |                 |                                       |  |  |

| 2024년 6월 1일 (토) | 교토 상가       | 1 - 1 | 세레소 오사카   | 상가 스타디움 바이 교세라, 교토부 가메오카 시 |  |  |
| 19:00 UTC+9         | 나쓰다 뎀마 55′ |       | 33′ 레오 세아라 | 관중 수: 14,160 심판: 가사하라 히로키         |  |  |
|                     |                 |       |                 |                                               |  |  |

| 2024년 6월 2일 (일) | 도쿄 베르디                                                                           | 5 - 3 | 홋카이도 콘사도레 삿포로                                | 아지노모토 스타디움, 도쿄도 조후시 |  |  |
| 13:05 UTC+9         | 기무라 유다이 10′ (페널티), 59′ · 소메노 이쓰키 32′, 78′ · 나카무라 도야 43′ (자책골) |       | 20′ 아라노 다쿠마 · 46′ 곤도 도모키 · 90+4′ 하라 고스케 |                                    |  |  |
|                     |                                                                                       |       |                                                         |                                    |  |  |

| 2024년 6월 2일 (일) | 가와사키 프론탈레         | 2 - 1 | 나고아 그램퍼스 | 우반세 도도로키 스타디움 바이 후지쓰, 가와사키 |  |  |
| 17:00 UTC+9         | 이에나가 아키히로 5′, 18′ |       | 89′ 하창래      |                                                |  |  |
|                     |                           |       |                 |                                                |  |  |

| 2024년 6월 2일 (일) | 가시와 레이솔 | 0 - 2 | 아비스파 후쿠오카                            | 산쿄 프론티어 가시와 스타디움, 가시와 |  |  |
| 19:00 UTC+9         |               |       | 26′ (자책골) 세키네 히로키 · 39′ 오다 이쓰키 |                                       |  |  |
|                     |               |       |                                              |                                       |  |  |

## 제18라운드(6월 15~16일 토/일)
| 2024년 6월 15일 (토) | 요코하마 F 마리노스 | 1 - 2 | 마치다 젤비아                                     | 닛산 스타디움, 요코하마           |  |  |
| 16:00 UTC+9          | 미야이치 료 14′     |       | 43′ 쇼지 겐 · 57′ 후지오 쇼타 · 61′ 시모다 호쿠토 | 관중 수: 37,396 심판: 다니모토 료 |  |  |
|                      |                     |       |                                                   |                                   |  |  |

| 2024년 6월 15일 (토) | 산프레체 히로시마                                                   | 4 - 1 | 도쿄 베르디         | 에디온 피스 윙 히로시마, 히로시마     |  |  |
| 18:33 UTC+9          | 가토 무쓰키 2′ · 피에로스 소티리우 47′, 62′ · 더글라스 비에이라 82′ |       | 90+5′ 기무라 유다이 | 관중 수: 25,952 심판: 기무라 히로유키 |  |  |
|                      |                                                                     |       |                     |                                       |  |  |

| 2024년 6월 15일 (토) | 세레소 오사카                             | 2 - 1 | 우라와 레즈       | 요도코 사쿠라 경기장, 오사카        |  |  |
| 19:03 UTC+9          | 루카스 페르난데스 42′ · 오쿠다 하야토 49′ |       | 77′ 브라이언 린선 | 관중 수: 19,798 심판: 대런 잉글랜드 |  |  |
|                      |                                           |       |                   |                                     |  |  |

| 2024년 6월 15일 (토) | 교토 상가                           | 2 - 0 | 홋카이도 콘사도레 삿포로 | 상가 스타디움 바이 교세라, 교토부 가메오카시 |  |  |
| 19:03 UTC+9          | 마쓰다 뎀마 18′ · 도요카와 유타 20′ |       |                          | 관중 수: 11,182 심판: 아라키 유스케          |  |  |
|                      |                                     |       |                          |                                              |  |  |

| 2024년 6월 16일 (일) | 비셀 고베         | 1 - 0 | 가와사키 프론탈레 | 도쿄국립경기장, 도쿄 |  |  |
| 14:00 UTC+9          | 무토 요시노리 43′ |       |                   |                      |  |  |
|                      |                   |       |                   |                      |  |  |

| 2024년 6월 16일 (일) | 아비스파 후쿠오카          | 2 - 0 | 사간 도스 | 베스트 덴키 스타디움, 후쿠오카 |  |  |
| 15:30 UTC+9          | 사토 료가 45′ · 웰링통 64′ |       |           |                                |  |  |
|                      |                            |       |           |                                |  |  |

| 2024년 6월 16일 (일) | 가시마 앤틀러스   | 1 - 1 | 알비렉스 니이가타 | 가시마 사커 스타디움, 가시마 |  |  |
| 18:00 UTC+9          | 후지이 도모야 50′ |       | 43′ 고미 요타     |                              |  |  |
|                      |                   |       |                   |                              |  |  |

| 2024년 6월 16일 (일) | FC 도쿄         | v | 주빌로 이와타       | 아지노모토 스타디움, 도쿄도 조후시 |  |  |
| 18:00 UTC+9          | 안자이 소마 84′ |   | 21′ 히카르두 그라사 |                                    |  |  |
|                      |                 |   |                     |                                    |  |  |

| 2024년 6월 16일 (일) | 나고야 그램퍼스   | 1 - 1 | 쇼난 벨마레       | 도요타 스타디움, 아이치현 도요타시 |  |  |
| 18:00 UTC+9          | 나가이 겐스케 33′ |       | 60′ 오노세 고스케 |                                    |  |  |
|                      |                   |       |                   |                                    |  |  |

| 2024년 6월 16일 (일) | 감바 오사카                         | 2 - 1 | 가시와 레이솔              | 스이타 사커 스타디움, 오사카부 스이타시 |  |  |
| 18:00 UTC+9          | 우사미 다카시 15′ · 야마다 고타 25′ |       | 79′ 지에구 자라 호드리기스 |                                         |  |  |
|                      |                                     |       |                            |                                         |  |  |

## 제19라운드(6월 22~23일 토/일)
| 2024년 6월 22일 (토) | 마치다 젤비아 | 0 - 0 | 아비스파 후쿠오카 | 마치다 기온 스타디움, 도쿄도 마치다 시 |  |  |
| 15:00 UTC+9          |               |       |                   | 관중 수: 9092 심판: 나카무라 후토시    |  |  |
|                      |               |       |                   |                                        |  |  |

| 2024년 6월 22일 (토) | 도쿄 베르디       | 1 - 0 | 나고야 그램퍼스 | 아지노모토 스타디움, 도쿄도 조후 시 |  |  |
| 18:00 UTC+9          | 아나가 히지리 52′ |       |                 | 관중 수: 20,105 심판: 대런 잉글랜드 |  |  |
|                      |                   |       |                 |                                     |  |  |

| 2024년 6월 22일 (토) | 알비렉스 니이가타                     | 2 - 2 | 가와사키 프론탈레               | 덴카 빅스완 스타디움, 니이가타        |  |  |
| 18:00 UTC+9          | 후지와라 소야 61′ · 스즈키 고지 90+7′ |       | 17′ 마르싱요 · 90+11′ 야마다 신 | 관중 수: 33,885 심판: 가사하라 히로키 |  |  |
|                      |                                       |       |                                 |                                       |  |  |

| 2024년 6월 22일 (토) | 감바 오사카                               | 2 - 1 | 비셀 고베         | 파나소닉 스타디움 스이타, 오사카 부 스이타 시 |  |  |
| 18:30 UTC+9          | 웨우통 70′ · 야마구치 호타루 85′ (자책골) |       | 90′ 무토 요시노리 | 관중 수: 32,366 심판: 시미즈 하야토           |  |  |
|                      |                                           |       |                   |                                               |  |  |

| 2024년 6월 22일 (토) | 주빌로 이와타   | 1 - 1 | 세레소 오사카   | 야마하 스타디움, 이와타                 |  |  |
| 18:30 UTC+9          | 마쓰바라 고 53′ |       | 76′ 레오 세아라 | 관중 수: 13,287 심판: 후쿠시마 고이치로 |  |  |
|                      |                 |       |                 |                                         |  |  |

| 2024년 6월 22일 (토) | 쇼난 벨마레 | 0 - 1 | FC 도쿄             | 레몬 가스 스타디움 히라쓰카, 히라쓰카 |  |  |
| 19:00 UTC+9          |             |       | 79′ 도쿠모토 슈헤이 | 관중 수: 11,533 심판: 기무라 히로유키 |  |  |
|                      |             |       |                     |                                       |  |  |

| 2024년 6월 22일 (토) | 가시와 레이솔 | 0 - 1 | 산프레체 히로시마     | 산쿄 프론티어 가시와 스타디움, 가시와 |  |  |
| 19:00 UTC+9          |               |       | 33′ 더글라스 비에이라 | 관중 수: 12,867 심판: 센다치 게이고   |  |  |
|                      |               |       |                       |                                       |  |  |

| 2024년 6월 22일 (토) | 사간 도스                                      | 3 - 0 | 교토 상가 | 에키마에 부동산 경기장, 도스 시   |  |  |
| 19:00 UTC+9          | 마르셀루 라이언 58′, 60′ · 나가누마 요이치 76′ |       |           | 관중 수: 6635 심판: 우에다 마스야 |  |  |
|                      |                                                |       |           |                                   |  |  |

| 2024년 6월 22일 (토) | 우라와 레즈                | 2 - 2 | 가시마 앤틀러스     | 사이타마 스타디움 2002, 사이타마 시 |  |  |
| 19:00 UTC+9          | 다케다 히데토시 77′, 90+2′ |       | 3′, 42′ 스즈키 유마 | 관중 수: 48,638 심판: 이이다 줌페이 |  |  |
|                      |                            |       |                     |                                     |  |  |

| 2024년 6월 23일 (일) | 홋카이도 콘사도레 삿포로 | 0 - 1 | 요코하마 F 마리노스          | 삿포로 돔, 삿포로 |  |  |
| 14:00 UTC+9          |                          |       | 63′ (페널티) 안데르송 로페스 |                   |  |  |
|                      |                          |       |                              |                   |  |  |

## 제20라운드(6월 26일 수)
| 2024년 6월 26일 (수) | 아비스파 후쿠오카            | 2 - 1 | 요코하마 F 마리노스 | 베스트 덴키 스타디움, 후쿠오카 |  |  |
| 19:00 UTC+9          | 샤합 자헤디 20′ · 웰링통 70′ |       | 83′ 아마노 준       |                                |  |  |
|                      |                              |       |                     |                                |  |  |

| 2024년 6월 26일 (수) | 가와사키 프론탈레 | 1 - 1 | 쇼난 벨마레       | 도도로키 육상경기장, 가와사키 |  |  |
| 19:00 UTC+9          | 마르싱요 62′      |       | 78′ 다나카 사토시 |                               |  |  |
|                      |                   |       |                   |                               |  |  |

| 2024년 6월 26일 (수) | 세레소 오사카             | 1 - 0 | 사간 도스 | 요도코 사쿠라 스타디움, 오사카 |  |  |
| 19:00 UTC+9          | 데즈카 고헤이 8′ (자책골) |       |           |                                |  |  |
|                      |                           |       |           |                                |  |  |

| 2024년 6월 26일 (수) | 교토 상가                           | 2 - 2 | 가시와 레이솔                           | 상가 스타디움 바이 교세라, 교토부 가메오카 시 |  |  |
| 19:00 UTC+9          | 미사오 유토 36′ · 가와사키 소타 47′ |       | 42′ 호소야 마오 · 90+6′ 마테우스 사비우 |                                               |  |  |
|                      |                                     |       |                                         |                                               |  |  |

| 2024년 6월 26일 (수) | FC 도쿄         | 1 - 0 | 콘사도레 삿포로 | 아지노모토 스타디움, 도쿄도 조후 시 |  |  |
| 19:00 UTC+9          | 안자이 소마 84′ |       |                 |                                     |  |  |
|                      |                 |       |                 |                                     |  |  |

| 2024년 6월 26일 (수) | 나고야 그램퍼스 | 0 - 1 | 우라와 레즈      | 도요타 스타디움, 아이치 현 도요타시 |  |  |
| 19:00 UTC+9          |                 |       | 7′ 와타나베 료마 |                                     |  |  |
|                      |                 |       |                  |                                     |  |  |

| 2024년 6월 26일 (수) | 가시마 앤틀러스 | 0 - 0 | 감바 오사카 | 가시마 사커스타디움, 가시마 |  |  |
| 19:00 UTC+9          |                 |       |             |                             |  |  |
|                      |                 |       |             |                             |  |  |

| 2024년 6월 26일 (수) | 산프레체 히로시마     | 1 - 1 | 알비렉스 니이가타   | 에디온 피스 윙 히로시마, 히로시마 |  |  |
| 19:00 UTC+9          | 피에로스 소티리우 27′ |       | 11′ 다니구치 가이토 |                                   |  |  |
|                      |                       |       |                     |                                   |  |  |

| 2024년 6월 26일 (수) | 주빌로 이와타                                                              | 3 - 0 | 도쿄 베르디 | 야마하 스타디움, 이와타 |  |  |
| 19:00 UTC+9          | 하야시 나오키 51′ (자책골) · 마테우스 페이쇼투 60′ · 후루카와 요스케 90+5′ |       |             |                         |  |  |
|                      |                                                                            |       |             |                         |  |  |

| 2024년 6월 26일 (수) | 비셀 고베 | 0 - 0 | 마치다 젤비아 | 노에비아 스타디움 고베, 고베 |  |  |
| 19:00 UTC+9          |           |       |               |                              |  |  |
|                      |           |       |               |                              |  |  |

## 제21라운드(6월 29~30일 토/일)
| 2024년 6월 29일 (토) | 홋카이도 콘사도레 삿포로 | 0 - 1 | 알비렉스 니이가타   | 삿포로돔, 삿포로 |  |  |
| 14:00 UTC+9          |                          |       | 52′ 다니구치 가이토 |                  |  |  |
|                      |                          |       |                     |                  |  |  |

| 2024년 6월 29일 (토) | 가와사키 프론탈레 | 1 - 1 | 산프레체 히로시마 | 도도로키 육상경기장, 가와사키 |  |  |
| 19:00 UTC+9          | 마르싱요 23′      |       | 88′ 미쓰타 마코토 |                               |  |  |
|                      |                   |       |                   |                               |  |  |

| 2024년 6월 29일 (토) | 요코하마 F 마리노스 | 1 - 2 | 도쿄 베르디                                      | 닛산 스타디움, 요코하마 |  |  |
| 19:00 UTC+9          | 미야이치 료 45+5′   |       | 11′ 야마미 히로토 · 22′ (자책골) 가미지마 다쿠미 |                         |  |  |
|                      |                     |       |                                                  |                         |  |  |

| 2024년 6월 30일 (일) | 세레소 오사카                                             | 2 - 1 | 나고야 그램퍼스 | 요도코 사쿠라 스타디움, 오사카 |  |  |
| 18:00 UTC+9          | 레오나르두 지 소우자 페레이라 26′ · 루카스 페르난데스 65′ |       | 76′ 구보 도지로 |                                |  |  |
|                      |                                                           |       |                 |                                |  |  |

| 2024년 6월 30일 (일) | 감바 오사카      | 1 - 3 | 마치다 젤비아                                                | 파나소닉 스이타 사커스타디움, 오사카 부 스이타 시 |  |  |
| 18:00 UTC+9          | 위우통 펠리페 9′ |       | 45+1′ 미첼 듀크 · 61′ (페널티) 후지오 쇼타 · 69′ 센토 게이야 |                                                   |  |  |
|                      |                  |       |                                                              |                                                   |  |  |

| 2024년 6월 30일 (일) | FC 도쿄 | 0 - 1 | 아비스파 후쿠오카 | 아지노모토 스타디움, 도쿄도 조후 시 |  |  |
| 18:30 UTC+9          |         |       | 66′ 시게미 마사토 |                                     |  |  |
|                      |         |       |                   |                                     |  |  |

| 2024년 6월 30일 (일) | 우라와 레즈                                                 | 3 - 0 | 주빌로 이와타 | 사이타마 스타디움 2002, 사이타마 시 |  |  |
| 18:30 UTC+9          | 이시하라 시로카즈 21′ · 와타나베 료마 52′ · 이토 아쓰키 74′ |       |               |                                     |  |  |
|                      |                                                             |       |               |                                     |  |  |

| 2024년 6월 30일 (일) | 쇼난 벨마레 | 0 - 1 | 교토 상가       | 히라쓰카 경기장, 히라쓰카 |  |  |
| 19:00 UTC+9          |             |       | 24′ 하라 다이치 |                           |  |  |
|                      |             |       |                 |                           |  |  |

| 2024년 6월 30일 (일) | 비셀 고베                                                 | 3 - 1 | 가시마 앤틀러스        | 노에비어 아레나, 고베 |  |  |
| 19:00 UTC+9          | 무토 요시노리 17′ · 마테우스 툴레르 38′ · 오사코 유야 62′ |       | 8′ 알렉산다르 차브리치 |                       |  |  |
|                      |                                                           |       |                        |                       |  |  |

| 2024년 6월 30일 (일) | 사간 도스           | 1 - 4 | 가시와 레이솔                                                                 | 도스 스타디움, 도스 시 |  |  |
| 19:00 UTC+9          | 마르셀로 라이언 37′ |       | 62′ (페널티), 64′ 마테우스 사비우 · 72′ 기노시타 고스케 · 90′ 미쓰마루 히로무 |                        |  |  |
|                      |                     |       |                                                                               |                        |  |  |

## 제22라운드(7월 5~7일 금/토/일)
| 2024년 7월 5일 (금) | 산프레체 히로시마 | 1 - 3 | 비셀 고베                                                 | 에디온 피스 윙 히로시마, 히로시마 |  |  |
| 19:00 UTC+9         | 아라이 나오토 17′ |       | 11′ 오사코 유야 · 52′ 히로세 리쿠토 · 71′ 야마구치 호타루 |                                   |  |  |
|                     |                   |       |                                                           |                                   |  |  |

| 2024년 7월 6일 (토) | 가시마 앤틀러스                     | 2 - 0 | 홋카이도 콘사도레 삿포로 | 가시마 사커 스타디움, 가시마 |  |  |
| 18:00 UTC+9         | 모로오카 슈 61′ · 후지이 도모야 66′ |       |                          |                              |  |  |
|                     |                                     |       |                          |                              |  |  |

| 2024년 7월 6일 (토) | 마치다 젤비아     | 1 - 0 | 나고야 그램퍼스 | 마치다 시립경기장, 도쿄도 마치다 시 |  |  |
| 18:00 UTC+9         | 시모다 호쿠토 30′ |       |                 |                                     |  |  |
|                     |                   |       |                 |                                     |  |  |

| 2024년 7월 6일 (토) | 도쿄 베르디                | 1 - 1 | 세레소 오사카                     | 아지노모토 스타디움, 도쿄도 조후 시 |  |  |
| 18:00 UTC+9         | 야마미 히로토 49′ (페널티) |       | 76′ 레오나르두 지 소우자 페레이라 |                                     |  |  |
|                     |                            |       |                                   |                                     |  |  |

| 2024년 7월 6일 (토) | 알비렉스 니이가타                                               | 3 - 4 | 사간 도스                                                            | 빅스완 스타디움, 니이가타 |  |  |
| 18:30 UTC+9         | 다니구치 가이토 17′ · 마이클 피츠제럴드 61′ · 후지와라 소야 84′ |       | 13′ 야마자키 고스케 · 32′, 53′ 요코야마 아유무 · 51′ 나가누마 요이치 |                           |  |  |
|                     |                                                                 |       |                                                                      |                           |  |  |

| 2024년 7월 6일 (토) | 주빌로 이와타                       | 2 - 2 | 가와사키 프론탈레                     | 야마하 스타디움, 이와타 |  |  |
| 18:30 UTC+9         | 제르맹 료 20′ · 야마다 히로키 90+2′ |       | 51′ 도노 다이야 · 80′ 다치바나다 겐토 |                         |  |  |
|                     |                                     |       |                                       |                         |  |  |

| 2024년 7월 6일 (토) | 우라와 레즈                   | 2 - 3 | 쇼난 벨마레                                            | 사이타마 스타디움 2002, 사이타마 |  |  |
| 18:30 UTC+9         | 티아고 산토스 산타나 61′, 74′ |       | 32′ 다나카 사토시 · 90′ 이시이 히사쓰구 · 90+2′ 루키앙 |                                  |  |  |
|                     |                               |       |                                                        |                                  |  |  |

| 2024년 7월 6일 (토) | 가시와 레이솔                                                          | 3 - 2 | FC 도쿄                                | 히타치 가시와 구장, 가시와 |  |  |
| 19:00 UTC+9         | 디에고 사라 로드리게스 14′ · 다카미네 도모키 32′ · 도시마 사치로 90+4′ |       | 2′ 지에구 올리베이라 · 86′ 오카 뎃페이 |                            |  |  |
|                     |                                                                        |       |                                        |                            |  |  |

| 2024년 7월 6일 (토) | 감바 오사카                                                                | 4 - 0 | 요코하마 F 마리노스 | 스이타 사커 스타디움, 오사카 부 스이타 시 |  |  |
| 19:00 UTC+9         | 주앙 알라누 4′ · 도앙 45+3′ · 우사미 다카시 70′ (페널티) · 이삼 제발리 88′ |       |                     |                                           |  |  |
|                     |                                                                            |       |                     |                                           |  |  |

| 2024년 7월 7일 (일) | 아비스파 후쿠오카   | 1 - 2 | 교토 상가                             | 베스트 덴키 스타디움, 후쿠오카시 |  |  |
| 19:00 UTC+9         | 다시로 마사야 90+3′ |       | 47′ 하라 다이치 · 90+9′ 미야모토 유타 |                                  |  |  |
|                     |                     |       |                                       |                                  |  |  |

## 제23라운드(7월 13~14일 토/일)
| 2024년 7월 13일 (토) | 콘사도레 삿포로 | 1 - 1 | 비셀 고베       | 삿포로돔, 삿포로                        |  |  |
| 14:03 UTC+9          | 아오키 료타 39′ |       | 48′ 오사코 유야 | 관중 수: 16,495 심판: 후쿠시마 고이치로 |  |  |
|                      |                 |       |                 |                                         |  |  |

| 2024년 7월 13일 (토) | FC 도쿄                          | 2 - 0 | 알비렉스 니이가타 | 도쿄국립경기장, 도쿄                  |  |  |
| 19:00 UTC+9          | 엔도 게이타 6′ · 노자와 레온 77′ |       |                   | 관중 수: 57,885 심판: 가미무라 아쓰시 |  |  |
|                      |                                  |       |                   |                                       |  |  |

| 2024년 7월 14일 (일) | 도쿄 베르디 | 0 - 1 | 마치다 젤비아 | 아지노모토 스타디움, 도쿄도 조후시      |  |  |
| 18:00 UTC+9          |             |       | 6′ (자책골)   | 관중 수: 22,480 심판: 이케우치 아키히코 |  |  |
|                      |             |       |               |                                         |  |  |

| 2024년 7월 14일 (일) | 나고야 그램퍼스                   | 2 - 1 | 기시와 레이솔      | 도요타 스타디움, 아이치 현 도요타시 |  |  |
| 18:00 UTC+9          | 소마 유키 54′ · 야마기시 유야 56′ |       | 7′ 마테우스 사비우 | 관중 수: 31,961 심판: 이이다 줌페이 |  |  |
|                      |                                   |       |                    |                                     |  |  |

| 2024년 7월 14일 (일) | 교토 상가 | 0 - 0 | 우라와 레즈 | 상가 스타디움 바이 교세라, 교토부 가메오카 시 |  |  |
| 18:30 UTC+9          |           |       |             | 관중 수: 18,730 심판: 센다치 게이고           |  |  |
|                      |           |       |             |                                               |  |  |

| 2024년 7월 14일 (일) | 산프레체 히로시마 | 1 - 0 | 아비스파 후쿠오카 | 에디온 피스 윙 히로시마, 히로시마   |  |  |
| 18:30 UTC+9          | 오하시 유키 60′   |       |                   | 관중 수: 24,766 심판: 오카베 다쿠토 |  |  |
|                      |                   |       |                   |                                     |  |  |

| 2024년 7월 14일 (일) | 가와사키 프론탈레 | 1 - 1 | 세레소 오사카     | 우반스 도도로키 스타디움 바이 후지쓰, 가와사키 |  |  |
| 19:00 UTC+9          | 마르싱요 36′      |       | 77′ 비토르 부에노 | 관중 수: 20,725 심판: 기무라 히로유키          |  |  |
|                      |                   |       |                   |                                                |  |  |

| 2024년 7월 14일 (일) | 쇼난 벨마레                                              | 5 - 0 | 주빌로 이와타 | 레몬 가스 스타디움 히라쓰카, 히라쓰카 |  |  |
| 19:00 UTC+9          | 루키앙 22′, 44′, 52′ · 이케다 마사키 38′ · 네모토 료 75′ |       |               | 관중 수: 12,113 심판: 고야 고에이     |  |  |
|                      |                                                          |       |               |                                       |  |  |

| 2024년 7월 14일 (일) | 사간 도스 | 0 - 2 | 감바 오사카                         | 에키마에 부동산 경기장, 도스 시   |  |  |
| 19:00 UTC+9          |           |       | 19′ 사카모토 이사 · 84′ 이삼 제발리 | 관중 수: 9913 심판: 다카사키 고지 |  |  |
|                      |           |       |                                     |                                   |  |  |

| 2024년 7월 14일 (일) | 요코하마 F 마리노스                                                     | 4 - 1 | 가시마 앤틀러스 | 닛산 스타디움, 요코하마           |  |  |
| 19:30 UTC+9          | 아마노 준 45+3′ · 에두아르두 52′ · 에우베르 71′ · 우에나카 아사히 90+6′ |       | 29′ 지넨 게이   | 관중 수: 31,463 심판: 가와마타 슈 |  |  |
|                      |                                                                         |       |                 |                                   |  |  |

## 제24라운드(7월 20~21일 토/일)
| 2024년 7월 20일 (토) | 가시마 앤틀러스                   | 2 - 1 | FC 도쿄         | 가시마 사커 스타디움, 가시마          |  |  |
| 18:00 UTC+9          | 나고 신타로 30′ · 노노 기미토 47′ |       | 41′ 엔도 게이타 | 관중 수: 24,304 심판: 야마모토 유다이 |  |  |
|                      |                                   |       |                 |                                       |  |  |

| 2024년 7월 20일 (토) | 마치다 젤비아 | 1 - 2 | 요코하마 F 마리노스                          | 도쿄국립경기장, 도쿄                    |  |  |
| 18:00 UTC+9          | 미첼 듀크 85′ |       | 33′ (페널티) 안데르송 로페스 · 43′ 아마노 준 | 관중 수: 46,401 심판: 미쿠리야 다카후미 |  |  |
|                      |               |       |                                              |                                         |  |  |

| 2024년 7월 20일 (토) | 가시와 레이솔                       | 2 - 3 | 가와사키 프론탈레                       | 산쿄 프론티어 가시와 스타디움, 가시와 |  |  |
| 19:00 UTC+9          | 시라이 에이지 12′ · 가키타 유키 67′ |       | 4′, 10′ 야마다 신 · 79′ 와키자카 야스토 | 관중 수: 12,853 심판: 나카무라 후토시 |  |  |
|                      |                                     |       |                                         |                                       |  |  |

| 2024년 7월 20일 (토) | 주빌로 이와타 | 1 - 2 | 교토 상가                                        | 야마하 스타디움, 이와타           |  |  |
| 19:00 UTC+9          | 제르맹 료 39′ |       | 79′ (자책골) 스즈키 가이토 · 81′ 라파엘 엘리아스 | 관중 수: 11,831 심판: 다니모토 료 |  |  |
|                      |               |       |                                                  |                                   |  |  |

| 2024년 7월 20일 (토) | 감바 오사카 | 0 - 1 | 쇼난 벨마레     | 스이타 사커 스타디움, 오사카 부 스이타 시 |  |  |
| 19:00 UTC+9          |             |       | 83′ 하타 다이가 | 관중 수: 22,655 심판: 니시무라 요이치     |  |  |
|                      |             |       |                 |                                           |  |  |

| 2024년 7월 20일 (토) | 세레소 오사카            | 1 - 2 | 알비렉스 니이가타                   | 요도코 사쿠라 스타디움, 오사카        |  |  |
| 19:00 UTC+9          | 루카스 페르난데스 90+10′ |       | 36′ 마쓰자 에이타로 · 47′ 오노 유지 | 관중 수: 18,468 심판: 이마무라 요시로 |  |  |
|                      |                          |       |                                     |                                       |  |  |

| 2024년 7월 20일 (토) | 비셀 고베                                                   | 3 - 3 | 나고야 그램퍼스                               | 노에비어 아레나, 고베                 |  |  |
| 19:00 UTC+9          | 사사키 다이주 33′ · 야마우치 가케루 90′ · 기쿠치 류효 90+3′ |       | 22′ 파트릭 · 54′, 90+10′ (페널티) 이나가키 쇼 | 관중 수: 23,650 심판: 기무라 히로유키 |  |  |
|                      |                                                             |       |                                               |                                       |  |  |

| 2024년 7월 20일 (토) | 아비스파 후쿠오카 | 0 - 1 | 도쿄 베르디       | 베스트 덴키 스타디움, 후쿠오카      |  |  |
| 19:00 UTC+9          |                   |       | 38′ 야마미 히로토 | 관중 수: 12,356 심판: 이이다 줌페이 |  |  |
|                      |                   |       |                   |                                     |  |  |

| 2024년 7월 20일 (토) | 우라와 레즈                                                  | 3 - 4 | 홋카이도 콘사도레 삿포로                                               | 사이타마 스타디움 2002, 사이타마    |  |  |
| 19:30 UTC+9          | 치아구 산타나 77′ · 닛타 리오 81′ · 이토 아쓰키 90′ (페널티) |       | 37′ 오카무라 다이하치 · 45+2′, 57′ 스즈키 무사시 · 51′ 고마이 요시아키 | 관중 수: 35,429 심판: 시미즈 하야토 |  |  |
|                      |                                                              |       |                                                                        |                                     |  |  |

| 2024년 7월 21일 (일) | 사간 도스           | 1 - 4 | 산프레체 히로시마                                                                   | 에키마에 부동산 경기장, 도스            |  |  |
| 19:00 UTC+9          | 마르셀로 라이언 46′ |       | 21′ 마르쿠스 주니오르 · 71′ 마쓰모토 다이시 · 87′ 오하시 유키 · 90+5′ 미쓰타 마코토 | 관중 수: 12,144 심판: 이케우치 아키히코 |  |  |
|                      |                     |       |                                                                                     |                                         |  |  |

## 제25라운드(8월 7일 수, 10월 23일 수)
| 2024년 8월 7일 (수) | 가시마 앤틀러스                                       | 3 - 0 | 사간 도스 | 가시마 사커스타디움, 가시마           |  |  |
| 19:00 UTC+9         | 노노 기미토 18′ · 나카마 하야토 53′ · 안자이 고키 79′ |       |           | 관중 수: 14,106 심판: 기무라 히로유키 |  |  |
|                     |                                                       |       |           |                                       |  |  |

| 2024년 8월 7일 (수) | 도쿄 베르디 | 0 - 1 | 산프레체 히로시마 | 아지노모토 스타디움, 도쿄도 조후시  |  |  |
| 19:00 UTC+9         |             |       | 78′ 사사키 쇼     | 관중 수: 11,243 심판: 우에다 마스야 |  |  |
|                     |             |       |                   |                                     |  |  |

| 2024년 8월 7일 (수) | 가와사키 프론탈레                          | 3 - 0 | 비셀 고베 | 우반세 도도로키 스타디움 바이 후지쓰, 가와사키 |  |  |
| 19:00 UTC+9         | 이에나가 아키히로 57′ · 야마다 신 71′, 85′ |       |           | 관중 수: 18,318 심판: 가사하라 히로키          |  |  |
|                     |                                            |       |           |                                                |  |  |

| 2024년 8월 7일 (수) | 쇼난 벨마레       | 1 - 1 | 아비스파 후쿠오카   | 레몬 가스 스타디움 히라쓰카, 히라쓰카 |  |  |
| 19:00 UTC+9         | 스즈키 아키토 61′ |       | 90+4′ 샤하브 자헤디 | 관중 수: 9691 심판: 가와마타 슈       |  |  |
|                     |                   |       |                     |                                       |  |  |

| 2024년 8월 7일 (수) | 알비렉스 니이가타                         | 2 - 2 | 주빌로 이와타        | 덴카 빅스완 스타디움, 니이가타      |  |  |
| 19:00 UTC+9         | 미야모토 에이지 14′ · 아키야마 히로키 27′ |       | 66′, 90+1′ 제르맹 료 | 관중 수: 17.861 심판: 시미즈 하야토 |  |  |
|                     |                                           |       |                      |                                     |  |  |

| 2024년 8월 7일 (수) | 교토 상가                                                 | 3 - 2 | 나고야 그램퍼스 | 상가 스타디움 바이 교세라, 교토부 가메오카 |  |  |
| 19:00 UTC+9         | 라파엘 엘리아스 59′ · 하라 다이치 71′ · 마르코 툴리오 79′ |       | 5′, 19′ 파트릭  | 관중 수: 14,924 심판: 후쿠시마 고이치로    |  |  |
|                     |                                                           |       |                 |                                            |  |  |

| 2024년 8월 7일 (수) | 감바 오사카 | 0 - 0 | FC 도쿄 | 파나소닉 스타디움 스이타, 오사카 부 스이타 시 |  |  |
| 19:00 UTC+9         |             |       |         | 관중 수: 19,298 심판: 이마무라 요시로         |  |  |
|                     |             |       |         |                                               |  |  |

| 2024년 8월 7일 (수) | 세레소 오사카 | 0 - 0 | 마치다 젤비아 | 요도코 사쿠라 스타디움, 오사카    |  |  |
| 19:00 UTC+9         |               |       |               | 관중 수: 15,232 심판: 고야 고에이 |  |  |
|                     |               |       |               |                                   |  |  |

| 2024년 8월 7일 (수) | 요코하마 F. 마리노스                                | 3 - 2 | 홋카이도 콘사도레 삿포로          | 닛산 스타디움, 요코하마             |  |  |
| 19:30 UTC+9         | 에우베르 4′ · 얀 마테우스 31′ · 안데르송 로페스 51′ |       | 13′ 아사노 유야 · 58′ 스가 다이키 | 관중 수: 18,574 심판: 다카사키 고지 |  |  |
|                     |                                                     |       |                                   |                                     |  |  |

| 2024년 10월 23일 (수) | 우라와 레즈                   | 1 - 0 | 가시와 레이솔 | 사이타마 스타디움 2002, 사이타마             |  |  |
| 19:30 UTC+9           | 치아구 산타나 90+10′ (페널티) |       |               | 맨 오브 더 매치: 치아구 산타나 (우라와 레즈) |  |  |
|                       |                               |       |               |                                              |  |  |

## 제26라운드(8월 10~12일 토/일/월)
| 2024년 8월 10일 (토) | 홋카이도 콘사도레 삿포로                           | 2 - 2 | 아비스파 후쿠오카                                  | 삿포로돔, 삿포로                      |  |  |
| 14:00 UTC+9          | 스즈키 무사시 65′ (페널티) · 다나카 가쓰유키 90+9′ |       | 14′ (페널티) 샤하브 자헤디 · 90+6′ 가메카와 마사시 | 관중 수: 24,039 심판: 야마모토 유다이 |  |  |
|                      |                                                    |       |                                                    |                                       |  |  |

| 2024년 8월 11일 (일) | 마치다 젤비아 | 0 - 1 | 쇼난 벨마레       | 마치다 기온 스타디움, 도쿄도 마치다 시 |  |  |
| 18:00 UTC+9          |               |       | 48′ 이케다 마사키 | 관중 수: 10,767 심판: 우에다 마스야    |  |  |
|                      |               |       |                   |                                        |  |  |

| 2024년 8월 11일 (일) | 산프레체 히로시마      | 2 - 0 | 세레소 오사카 | 에디온 피스 윙 히로시마, 히로시마   |  |  |
| 18:30 UTC+9          | 톨가이 아슬란 78′, 85′ |       |               | 관중 수: 25,817 심판: 센다치 게이고 |  |  |
|                      |                        |       |               |                                     |  |  |

| 2024년 8월 11일 (일) | 가시와 레이솔 | 0 - 0 | 감바 오사카 | 산쿄 프론티어 가시와 경기장, 가시와 |  |  |
| 19:00 UTC+9          |               |       |             | 관중 수: 13,549 심판: 다니모토 료   |  |  |
|                      |               |       |             |                                     |  |  |

| 2024년 8월 11일 (일) | FC 도쿄 | 0 - 3 | 가와사키 프론탈레                    | 아지노모토 스타디움, 도쿄도 조후시    |  |  |
| 19:00 UTC+9          |         |       | 15′, 20′ 야마다 신 · 72′ 다카이 고타 | 관중 수: 37,452 심판: 니시무라 유이치 |  |  |
|                      |         |       |                                      |                                       |  |  |

| 2024년 8월 11일 (일) | 주빌로 이와타                           | 2 - 1 | 가시마 앤틀러스          | 야마하 에코파 스타디움, 이와타        |  |  |
| 19:00 UTC+9          | 야마다 히로키 77′ · 후루카와 요스케 89′ |       | 38′ (페널티) 스즈키 유마 | 관중 수: 32,995 심판: 가미무라 아쓰시 |  |  |
|                      |                                         |       |                          |                                       |  |  |

| 2024년 8월 11일 (일) | 나고야 그램퍼스 | 1 - 0 | 도쿄 베르디 | 도요타 스타디움, 아이치 현 도요타시     |  |  |
| 19:00 UTC+9          | 파트릭 7′       |       |             | 관중 수: 40,498 심판: 미쿠리야 다카후미 |  |  |
|                      |                 |       |             |                                         |  |  |

| 2024년 8월 11일 (일) | 사간 도스                    | 1 - 1 | 우라와 레즈       | 에키마에 부동산 경기장, 도스 시       |  |  |
| 19:00 UTC+9          | 마르셀로 라이언 84′ (페널티) |       | 72′ 마쓰오 유스케 | 관중 수: 14,972 심판: 나카무라 후토시 |  |  |
|                      |                              |       |                   |                                       |  |  |

| 2024년 8월 11일 (일) | 요코하마 F 마리노스 | 1 - 2 | 비셀 고베                         | 닛산 스타디움, 요코하마               |  |  |
| 19:30 UTC+9          | 두두 42′            |       | 45+3′ (페널티), 65′ 무토 요시노리 | 관중 수: 30.419 심판: 기무라 히로유키 |  |  |
|                      |                     |       |                                   |                                       |  |  |

| 2024년 8월 12일 (월) | 알비렉스 니이가타                            | 2 - 0 | 교토 상가 | 덴카 빅스완 스타디움, 니이가타      |  |  |
| 19:00 UTC+9          | 오노 유지 25′ (페널티) · 다니구치 가이토 70′ |       |           | 관중 수: 27,643 심판: 오카베 다쿠토 |  |  |
|                      |                                              |       |           |                                     |  |  |

## 제27라운드(8월 16~17일 금/토)
| 2024년 8월 16일 (금) | 홋카이도 콘사도레 삿포로                                                                                 | 5 - 3 | 사간 도스                                                   | 삿포로돔, 삿포로 |  |  |
| 19:30 UTC+9          | 수파촉 사라찻 10′ · 고마이 요시아키 11′, 16′ · 하라다 와타루 70′ (자책골) · 아마두 바카요코 89′ (페널티) |       | 57′ 후쿠다 아키토 · 60′ 구보 도지로 · 77′ 사카이야 게이스케 |                  |  |  |
|                      | |       |                                                             |                  |  |  |

| 2024년 8월 17일 (토) | 가시마 앤틀러스 | 0 - 0 | 우라와 레즈 | 가시마 사커 스타디움, 가시마 |  |  |
| 18:00 UTC+9          |                 |       |             |                              |  |  |
|                      |                 |       |             |                              |  |  |

| 2024년 8월 17일 (토) | 마치다 젤비아                                                                       | 4 - 0 | 주빌로 이와타 | 마치다 기온 스타디움, 도쿄도 마치다시 |  |  |
| 18:00 UTC+9          | 나카야마 유타 4′ · 에릭 리마 29′ · 후지모토 가즈키 45+2′ · 후지오 쇼타 58′ (페널티) |       |               |                                       |  |  |
|                      |                                                                                     |       |               |                                       |  |  |

| 2024년 8월 17일 (토) | 비셀 고베                                 | 2 - 2 | 감바 오사카                                 | 노에비어 스타디움 고베, 고베 |  |  |
| 19:00 UTC+9          | 오사코 유야 45+3′ · 미야시로 다이세이 84′ |       | 56′ 우사미 다카시 · 90+5′ 나카타니 신노스케 |                              |  |  |
|                      |                                           |       |                                             |                              |  |  |

| 2024년 8월 17일 (토) | FC 도쿄 | 0 - 0 | 도쿄 베르디 | 아지노모토 스타디움, 도쿄도조후시 |  |  |
| 19:00 UTC+9          |         |       |             |                                   |  |  |
|                      |         |       |             |                                   |  |  |

| 2024년 8월 17일 (토) | 가와사키 프론탈레 | 1 - 3 | 요코하마 F 마리노스                                                        | 도도로키 육상경기장, 가와사키 |  |  |
| 19:00 UTC+9          | 에리슨 89′        |       | 58′ (페널티) 안데르송 로페스 · 60′ 니시무라 다쿠마 · 79′ 하타나카 신노스케 |                               |  |  |
|                      |                   |       |                                                                            |                               |  |  |

| 2024년 8월 17일 (토) | 나고야 그램퍼스   | 1 - 2 | 산프레체 히로시마                   | 도요타 스타디움, 아이치현 도요타시 |  |  |
| 19:00 UTC+9          | 카스페르 융커 88′ |       | 48′ 아라키 하야토 · 55′ 가토 무쓰키 |                                    |  |  |
|                      |                   |       |                                     |                                    |  |  |

| 2024년 8월 17일 (토) | 세레소 오사카                                                                      | 3 - 5 | 교토 상가                                                             | 요도코 사쿠라 스타디움, 오사카 |  |  |
| 19:00 UTC+9          | 비토르 부에노 45′ · 기타노 소타 79′ · 레오나르두 지 소우자 페레이라 90+6′ (페널티) |       | 12′, 56′, 64′ 라파엘 엘리아스 · 17′ 하라 다이치 · 28′ 후쿠다 신노스케 |                                |  |  |
|                      |                                                                                    |       |                                                                       |                                |  |  |

| 2024년 8월 17일 (토) | 쇼난 벨마레                  | 1 - 2 | 가시와 레이솔                         | 레몬 가스 스타디움 히라쓰카, 히라쓰카 |  |  |
| 19:00 UTC+9          | 아베 히로유키 90+9′ (페널티) |       | 53′ 호소야 마오 · 76′ 기노시타 고스케 |                                       |  |  |
|                      |                              |       |                                       |                                       |  |  |

| 2024년 8월 17일 (토) | 아비스파 후쿠오카 | 0 - 1 | 알비렉스 니이가타   | 베스트 덴키 스타디움, 후쿠오카시 |  |  |
| 19:30 UTC+9          |                   |       | 49′ 다니구치 가이토 |                                  |  |  |
|                      |                   |       |                     |                                  |  |  |

## 제28라운드(8월 24~25일 토/일, 11월 22일 금)
| 2024년 8월 24일 (토) | 감바 오사카                           | 2 - 2 | 아비스파 후쿠오카                          | 파나소닉 스타디움 스이타, 오사카부 스이타시 |  |  |
| 18:30 UTC+9          | 후쿠오카 쇼타 27′ · 사카모토 이사 48′ |       | 22′ (페널티) 곤노 가즈야 · 32′ 미야 다이키 | 관중 수: 33,878 심판: 후쿠시마 고이치로     |  |  |
|                      |                                       |       |                                            |                                             |  |  |

| 2024년 8월 24일 (토) | 요코하마 F 마리노스                                               | 4 - 0 | 세레소 오사카 | 도쿄 국립경기장, 도쿄                 |  |  |
| 19:00 UTC+9          | 안데르송 로페스 49′ (페널티), 83′ · 가토 렌 73′ · 아마노 준 90+5′ |       |               | 관중 수: 47,926 심판: 야마모토 유다이 |  |  |
|                      |                                                                   |       |               |                                       |  |  |

| 2024년 8월 24일 (토) | 교토 상가                                                | 3 - 0 | FC 도쿄 | 상가 스타디움 바이 교세라, 교토부 가메오카 |  |  |
| 19:00 UTC+9          | 라파엘 엘리아스 2′ · 하라 다이치 36′ · 히라토 다이키 50′ |       |         | 관중 수: 13,193 심판: 가미무라 아쓰시      |  |  |
|                      |                                                          |       |         |                                            |  |  |

| 2024년 8월 24일 (토) | 쇼난 벨마레 | 0 - 1 | 나고야 그램퍼스           | 레몬 가스 스타디움 히라쓰카, 히라쓰카 |  |  |
| 19:00 UTC+9          |             |       | 7′ 미쿠니 케네디-에그부스 | 관중 수: 12,797 심판: 오카베 다쿠토   |  |  |
|                      |             |       |                           |                                       |  |  |

| 2024년 8월 25일 (일) | 도쿄 베르디            | 2 - 1 | 가시마 앤틀러스          | 아지노모토 스타디움, 도쿄도 조후시    |  |  |
| 18:00 UTC+9          | 야마미 히로토 63′, 75′ |       | 90′ (페널티) 스즈키 유마 | 관중 수: 24,814 심판: 가사하라 히로키 |  |  |
|                      |                        |       |                          |                                       |  |  |

| 2024년 8월 25일 (일) | 산프레체 히로시마                              | 2 - 0 | 가시와 레이솔 | 에디온 피스 윙 히로시마, 히로시마   |  |  |
| 18:30 UTC+9          | 나카노 슈토 38′ · 이누카이 도모야 65′ (자책골) |       |               | 관중 수: 25,296 심판: 나가미네 고키 |  |  |
|                      |                                                |       |               |                                     |  |  |

| 2024년 8월 25일 (일) | 비셀 고베                                 | 2 - 0 | 사간 도스 | 노에비어 스타디움 고베, 고베            |  |  |
| 19:00 UTC+9          | 미야시로 다이세이 33′ · 사사키 다이주 59′ |       |           | 관중 수: 18,875 심판: 이케우치 아키히코 |  |  |
|                      |                                           |       |           |                                         |  |  |

| 2024년 8월 25일 (일) | 주빌로 이와타 | 0 - 2 | 홋카이도 콘사도레 삿포로         | 야마하 스타디움, 이와타           |  |  |
| 19:00 UTC+9          |               |       | 9′ 곤노 도모키 · 89′ 아오키 료타 | 관중 수: 10,684 심판: 가와마타 슈 |  |  |
|                      |               |       |                                  |                                   |  |  |

| 2024년 8월 25일 (일) | 알비렉스 니가타 | 0 - 0 | 마치다 젤비아 | 덴카 빅 스완 스타디움, 니이가타         |  |  |
| 19:00 UTC+9          |                 |       |               | 관중 수: 18,588 심판: 미쿠리야 다카후미 |  |  |
|                      |                 |       |               |                                         |  |  |

| 2024년 11월 22일 (금) | 우라와 레즈       | 1 - 1 | 가와사키 프론탈레 | 사이타마 스타디움 2002, 사이타마 |  |  |
| 19:00 UTC+9           | 와타나베 료마 23′ |       | 54′ 고바야시 유   | 심판: 우에다 마스야              |  |  |
|                       |                   |       |                   |                                  |  |  |

## 제29라운드(8월 31~9월 1일 토/일, 9월 18일 수, 10월 2일 수, 11월 16-17일 토/일)
| 2024년 8월 31일 (토) | 마치다 젤비아           | 2 - 2 | 우라와 레즈                             | 도쿄국립경기장, 도쿄                  |  |  |
| 18:00 UTC+9          | 오세훈 49′ · 에릭 90+8′ |       | 37′ 세키네 다카히로 · 87′ 티아구 산타나 | 관중 수: 48,887 심판: 기무라 히로유키 |  |  |
|                      |                         |       |                                         |                                       |  |  |

| 2024년 8월 31일 (토) | 산프레체 히로시마            | 3 - 2 | FC 도쿄                              | 에디온 피스 윙 히로시마, 히로시마   |  |  |
| 18:30 UTC+9          | 톨가이 아르슬란 5′, 32′, 63′ |       | 79′ 오가시와 쓰요시 · 90+1′ (자책골) | 관중 수: 24,451 심판: 아라키 유스케 |  |  |
|                      |                              |       |                                      |                                     |  |  |

| 2024년 8월 31일 (토) | 가시와 레이솔                        | 2 - 3 | 도쿄 베르디                                               | 산쿄 프론티어 가시와 스타디움, 가시와 |  |  |
| 19:00 UTC+9          | 호소야 마오 8′ · 도시마 사치로 45+1′ |       | 15′ 기무라 유다이 · 30′ 야마미 히로토 · 55′ 오나가 히지리 | 관중 수: 12,692 심판: 센다치 게이고   |  |  |
|                      |                                      |       |                                                           |                                       |  |  |

| 2024년 8월 31일 (토) | 사간 도스         | 1 - 2 | 쇼난 벨마레                       | 도스 스타디움, 도스                                |  |  |
| 19:00 UTC+9          | 기무라 세이지 84′ |       | 31′ 스즈키 아키토 · 87′ 후쿠다 쇼 | 관중 수: 10,097 심판: 에키마에 부동산 경기장, 도스 |  |  |
|                      |                   |       |                                   |                                                    |  |  |

| 2024년 9월 1일 (일) | 홋카이도 콘사도레 삿포로            | 2 - 0 | 가와사키 프론탈레 | 삿포로돔, 삿포로                  |  |  |
| 14:00 UTC+9         | 아오키 료타 71′ · 스즈키 무사시 80′ |       |                   | 관중 수: 21,022 심판: 고야 고에이 |  |  |
|                     |                                     |       |                   |                                   |  |  |

| 2024년 9월 1일 (일) | 아비스파 후쿠오카 | 0 - 2 | 비셀 고베                       | 베스트 덴키스타디움, 후쿠오카 |  |  |
| 19:00 UTC+9         |                   |       | 45+1′, 82′ (페널티) 오사코 유야 |                               |  |  |
|                     |                   |       |                                 |                               |  |  |

| 2024년 9월 18일 (수) | 나고야 그램퍼스                                         | 3 - 0 | 알비렉스 니가타 | 도요타 스타디움, 아이치현 도요타시 |  |  |
| 19:00 UTC+9          | 노가미 유키 14′ · 나가이 겐스케 44′ · 기구치 다이치 78′ |       |                 |                                    |  |  |
|                      |                                                         |       |                 |                                    |  |  |

| 2024년 10월 2일 (수) | 세레소 오사카   | 1 - 0 | 감바 오사카 | 요도코 사쿠라 스타디움, 오사카          |  |  |
| 19:00 UTC+9          | 니시오 류야 48′ |       |             | 관중 수: 21,962 심판: 이케우치 아키히코 |  |  |
|                      |                 |       |             |                                         |  |  |

| 2024년 11월 16일 (토) | 주빌로 이와타                         | 3 - 4 | 요코하마 F 마리노스                                   | 야마하 스타디움, 이와타 |  |  |
| 14:00 UTC+9           | 조르디 크루 4′ · 제르맹 료 83′, 90+2′ |       | 45+4′, 64′, 71′ 안데르송 로페스 · 47′ 니시무라 다쿠마 |                         |  |  |
|                       |                                       |       |                                                       |                         |  |  |

| 2024년 11월 17일 (일) | 교토 상가 | 0 - 0 | 가시마 앤틀러스 | 상가 스타디움 바이 교세라, 교토부 가메오카 |  |  |
| 14:00 UTC+9           |           |       |                 |                                            |  |  |
|                       |           |       |                 |                                            |  |  |

## 제30라운드(9월 13~14일 금/토)
| 2024년 9월 13일 (금) | 비셀 고베                              | 2 - 1 | 세레소 오사카                     | 노에비어 스타디움 고베, 고베            |  |  |
| 19:00 UTC+9          | 마테우스 툴레르 2′ · 히로세 리쿠토 11′ |       | 51′ 레오나르두 지 소우자 페레이라 | 관중 수: 13,803 심판: 미쿠리야 다카후미 |  |  |
|                      |                                        |       |                                   |                                         |  |  |

| 2024년 9월 13일 (금) | 요코하마 F 마리노스          | 1 - 2 | 교토 상가                             | NHK 스프링 미쓰자와 구기장, 요코하마  |  |  |
| 19:00 UTC+9          | 스즈키 요시노리 38′ (자책골) |       | 23′ 라파엘 엘리아스 · 52′ 하라 다이치 | 관중 수: 10,679 심판: 니시무라 유이치 |  |  |
|                      |                              |       |                                       |                                       |  |  |

| 2024년 9월 13일 (금) | 가와사키 프론탈레                                              | 3 - 2 | 사간 도스                                        | 도도로키 경기장, 가와사키           |  |  |
| 19:00 UTC+9          | 다치바나다 겐토 11′ · 이에나가 아키히로 61′ · 야마다 신 90+10′ |       | 50′ 구보 도지로 · 90+1′ (페널티) 기요타케 히로시 | 관중 수: 18,397 심판: 나가미네 고키 |  |  |
|                      |                                                                |       |                                                  |                                     |  |  |

| 2024년 9월 14일 (토) | 홋카이도 콘사도레 삿포로 | 0 - 2 | 도쿄 베르디                             | 삿포로돔, 삿포로                    |  |  |
| 14:00 UTC+9          |                          |       | 54′ 야마다 후키 · 90+7′ 치아구 아우비스 | 관중 수: 19,105 심판: 우에다 마스야 |  |  |
|                      |                          |       |                                         |                                     |  |  |

| 2024년 9월 14일 (토) | 아비스파 후쿠오카 | 0 - 3 | 마치다 젤비아                                                 | 베스트 덴키 스타디움, 후쿠오카 |  |  |
| 18:00 UTC+9          |                   |       | 51′ 후지모토 가즈키 · 56′ (자책골) 다시로 마사야 · 68′ 나상호 |                                |  |  |
|                      |                   |       |                                                               |                                |  |  |

| 2024년 9월 14일 (토) | 가시마 앤틀러스                   | 2 - 2 | 산프레체 히로시마                           | 가시마 사커 스타디움, 가시마 |  |  |
| 18:00 UTC+9          | 지넨 게이 17′ · 호마레 도쿠다 82′ |       | 19′ 곤살루 파시엔시아 · 36′ 마쓰모토 다이시 |                              |  |  |
|                      |                                   |       |                                             |                              |  |  |

| 2024년 9월 14일 (토) | 알비렉스 니이가타                                        | 3 - 1 | 쇼난 벨마레         | 덴카 빅스완 스타디움, 니이가타 |  |  |
| 19:00 UTC+9          | 오노 유지 8′ · 나가쿠라 모토키 32′ · 다니구치 가이토 75′ |       | 90+3′ 아베 히로유키 |                                |  |  |
|                      |                                                          |       |                     |                                |  |  |

| 2024년 9월 14일 (토) | FC 도쿄                                                                                      | 4 - 1 | 나고야 그램퍼스 | 도쿄국립경기장, 도쿄 |  |  |
| 19:00 UTC+9          | 히가시 게이고 13′ · 지에구 올리베이라 31′ (페널티) · 고 다카히로 65′ · 나카가와 데루히토 81′ |       | 85′ 이나가키 쇼 |                      |  |  |
|                      |                                                                                              |       |                 |                      |  |  |

| 2024년 9월 14일 (토) | 가시와 레이솔 | 0 - 2 | 주빌로 이와타                    | 산쿄 프론티어 가시와 스타디움, 가시와 |  |  |
| 19:00 UTC+9          |               |       | 5′ 와타나베 료 · 26′ 나카무라 슌 |                                       |  |  |
|                      |               |       |                                  |                                       |  |  |

| 2024년 9월 14일 (토) | 감바 오사카 | 0 - 1 | 우라와 레즈         | 파나소닉 스타디움 스이타, 오사카부 스이타 |  |  |
| 19:00 UTC+9          |             |       | 49′ 다카히로 세키네 |                                           |  |  |
|                      |             |       |                     |                                           |  |  |

## 제31라운드(9월 21~22일 토/일)
| 2024년 9월 21일 (토) | 가시마 앤틀러스 | 0 - 0 | 가시와 레이솔 | 가시마 사커 스타디움, 가시마            |  |  |
| 18:00 UTC+9          |                 |       |               | 관중 수: 21,384 심판: 후쿠시마 고이치로 |  |  |
|                      |                 |       |               |                                         |  |  |

| 2024년 9월 21일 (토) | 마치다 젤비아 | 0 - 0 | 콘사도레 삿포로 | 마치다 시립경기장, 도쿄도 마치다      |  |  |
| 19:00 UTC+9          |               |       |                 | 관중 수: 10,596 심판: 야마시타 요시미 |  |  |
|                      |               |       |                 |                                       |  |  |

| 2024년 9월 21일 (토) | 주빌로 이와타 | 0 - 0 | 아비스파 후쿠오카 | 야마하 스타디움, 이와타             |  |  |
| 19:00 UTC+9          |               |       |                   | 관중 수: 12,421 심판: 오카베 다쿠토 |  |  |
|                      |               |       |                   |                                     |  |  |

| 2024년 9월 21일 (토) | 우라와 레즈 | 0 - 2 | FC 도쿄                                                  | 사이타마 스타디움 2002, 사이타마  |  |  |
| 19:00 UTC+9          |             |       | 9′ (자책골) 이노우에 리키토 · 17′ (페널티) 아라키 료타로 | 관중 수: 41,379 심판: 다니모토 료 |  |  |
|                      |             |       |                                                          |                                   |  |  |

| 2024년 9월 22일 (일) | 나고야 그램퍼스                     | 2 - 0 | 가와사키 프론탈레 | 도요타 스타디움, 아이치현 도요타 |  |  |
| 16:00 UTC+9          | 나가이 겐스케 34′ · 이즈미 류지 67′ |       |                   | 관중 수: 32,768 심판: A. 알-루아 |  |  |
|                      |                                     |       |                   |                                  |  |  |

| 2024년 9월 22일 (일) | 알비렉스 니이가타                   | 2 - 3 | 비셀 고베                                                 | 덴카 빅스완 스타디움, 니이가타 |  |  |
| 18:00 UTC+9          | 나가쿠라 모토키 31′ · 오노 유지 36′ |       | 15′ 사카이 고토쿠 · 73′ 무토 요시노리 · 90+7′ 기쿠치 류호 | 심판: 고야 고에이              |  |  |
|                      |                                     |       |                                                           |                                |  |  |

| 2024년 9월 22일 (일) | 도쿄 베르디                         | 2 - 0 | 사간 도스 | 아지노모토 스타디움, 도쿄도 조후시 |  |  |
| 18:00 UTC+9          | 야마다 후키 19′ · 오나가 히지리 81′ |       |           | 심판: 이마무라 요시로              |  |  |
|                      |                                     |       |           |                                    |  |  |

| 2024년 9월 22일 (일) | 산프레체 히로시마                                                                                       | 6 - 2 | 요코하마 F 마리노스                       | 에디온 피스 윙 히로시마, 히로시마 |  |  |
| 18:30 UTC+9          | 가토 무쓰키 3′ · 톨가이 아슬란 22′, 40′ · 아라이 나오토 48′ · 히가시 슌키 83′ · 피에로스 소티리우 90+2′ |       | 19′ 이노우에 겐타 · 45+1′ 안데르송 로페스 | 심판: 세사르 라모스               |  |  |
|                      | |       |                                           |                                   |  |  |

| 2024년 9월 22일 (일) | 교토 상가                | 2 - 2 | 감바 오사카                             | 상가 스타디움 바이 교세라, 교토부 가메오카 |  |  |
| 19:00 UTC+9          | 라파엘 엘리아스 27′ (60) |       | 20′ 야마다 고타 · 87′ 나카타니 신노스케 | 심판: 오하시 유스케                        |  |  |
|                      |                          |       |                                         |                                            |  |  |

| 2024년 9월 22일 (일) | 쇼난 벨마레       | 1 - 2 | 세레소 오사카                          | 레몬 가스 스타디움 히라쓰카, 히라쓰카 |  |  |
| 19:00 UTC+9          | 스즈키 아키토 12′ |       | 21′, 24′ 레오나르두 지 소우자 페레이라 | 심판: 가와마타 슈                     |  |  |
|                      |                   |       |                                        |                                       |  |  |

## 제32라운드(9월 27~28일 금/토)
| 2024년 9월 27일 (금) | 가와사키 프론탈레                                                   | 5 - 1 | 알비렉스 니이가타 | 유반스 도도로키 스타디움 바이 후지쓰, 가와사키 |  |  |
| 19:00 UTC+9          | 에리손 13′ (페널티), 63′ · 와키자카 야스토 18′ · 야마다 신 65′, 73′ |       | 86′ 오타 슈스케   | 관중 수: 20.142 심판: 나카무라 후토시          |  |  |
|                      |                                                                     |       |                   |                                                |  |  |

| 2024년 9월 28일 (토) | 홋카이도 콘사도레 삿포로                             | 2 - 0 | 교토 상가 | 삿포로돔, 삿포로 |  |  |
| 13:00 UTC+9          | 오카무라 다이하치 42′ · 후쿠다 신노스케 76′ (자책골) |       |           |                  |  |  |
|                      |                                                      |       |           |                  |  |  |

| 2024년 9월 28일 (토) | 나고야 그램퍼스                         | 2 - 0 | 주빌로 이와타 | 도요타 스타디움, 아이치현 도요타시 |  |  |
| 16:00 UTC+9          | 이나가키 쇼 52′ · 모리시마 쓰카사 90+4′ |       |               |                                    |  |  |
|                      |                                         |       |               |                                    |  |  |

| 2024년 9월 28일 (토) | 감바 오사카 | 1 - 1 | 도쿄 베르디       | 파나소닉 스타디움 스이타, 오사카부 스이타 |  |  |
| 17:00 UTC+9          | 도안 74′    |       | 90+4′ 모리타 고키 |                                           |  |  |
|                      |             |       |                   |                                           |  |  |

| 2024년 9월 28일 (토) | 요코하마 F 마리노스 | 1 - 3 | FC 도쿄                                                         | 닛산 스타디움, 요코하마 |  |  |
| 17:00 UTC+9          | 안데르송 로페스 4′  |       | 19′ 오카 테페이 · 60′ 다와라쓰미다 고타 · 89′ 나카가와 데루히토 |                         |  |  |
|                      |                     |       |                                                                 |                         |  |  |

| 2024년 9월 28일 (토) | 세레소 오사카 | 0 - 0 | 가시와 레이솔 | 요도코 사쿠라 스타디움, 오사카 |  |  |
| 18:00 UTC+9          |               |       |               |                                |  |  |
|                      |               |       |               |                                |  |  |

| 2024년 9월 28일 (토) | 비셀 고베         | 1 - 0 | 우라와 레즈 | 노에비어 스타디움 고베, 고베 |  |  |
| 19:00 UTC+9          | 무토 요시노리 16′ |       |             |                              |  |  |
|                      |                   |       |             |                              |  |  |

| 2024년 9월 28일 (토) | 쇼난 벨마레                                           | 3 - 2 | 가시마 앤틀러스      | 레몬 가스 스타디움 히라쓰카, 히라쓰카 |  |  |
| 19:00 UTC+9          | 스즈키 아키토 45+3′ · 하타 다이가 65′ · 후쿠다 쇼 67′ |       | 22′, 27′ 노노 기미토 |                                       |  |  |
|                      |                                                       |       |                      |                                       |  |  |

| 2024년 9월 28일 (토) | 산프레체 히로시마                      | 2 - 0 | 마치다 젤비아 | 에디온 피스 윙 히로시마, 히로시마 |  |  |
| 19:00 UTC+9          | 곤살루 파시엔시아 3′ · 가토 무쓰키 23′ |       |               |                                   |  |  |
|                      |                                        |       |               |                                   |  |  |

| 2024년 9월 28일 (토) | 사간 도스 | 0 - 0 | 아비스파 후쿠오카 | 에키마에 부동산 경기장, 도스 |  |  |
| 19:00 UTC+9          |           |       |                   |                              |  |  |
|                      |           |       |                   |                              |  |  |

## 제33라운드(10월 4~6일 금/토/일)
| 2024년 10월 4일 (금) | 아비스파 후쿠오카 | 1 - 0 | 나고야 그램퍼스 | 베스트 덴키 스타디움, 후쿠오카    |  |  |
| 19:00 UTC+9          | 오다 이쓰키 88′   |       |                 | 관중 수: 7670 심판: 시미즈 하야토 |  |  |
|                      |                   |       |                 |                                   |  |  |

| 2024년 10월 5일 (토) | 알비렉스 니이가타 | 0 - 4 | 가시마 앤틀러스                                                       | 빅스완 스타디움, 니이가타             |  |  |
| 14:00 UTC+9          |                   |       | 12′ (자책골) 치바 가즈히코 · 15′, 45+2′ 히구치 유타 · 53′ 스즈키 유마 | 관중 수: 27,552 심판: 기무라 히로유키 |  |  |
|                      |                   |       |                                                                       |                                       |  |  |

| 2024년 10월 5일 (토) | 마치다 젤비아     | 1 - 4 | 가와사키 프론탈레                                                    | 마치다 시립경기장, 도쿄도, 마치다     |  |  |
| 15:00 UTC+9          | 나카시마 유키 13′ |       | 28′ 미우라 소타 · 38′ 야마다 신 · 50′ (페널티) 에리송 · 71′ 마르싱요 | 관중 수: 12,753 심판: 이마무라 요시로 |  |  |
|                      |                   |       |                                                                      |                                       |  |  |

| 2024년 10월 5일 (토) | FC 도쿄         | 1 - 1 | 사간 도스             | 아지노모토 스타디움, 도쿄도 조후      |  |  |
| 15:00 UTC+9          | 다카히로 고 82′ |       | 73′ 비킨타스 슬리프카 | 관중 수: 21,140 심판: 야마모토 유다이 |  |  |
|                      |                 |       |                       |                                       |  |  |

| 2024년 10월 5일 (토) | 가시와 레이솔      | 1 - 0 | 요코하마 F 마리노스 | 히타치 가시와 구장, 가시와          |  |  |
| 16:00 UTC+9          | 타메우스 사비우 9′ |       |                     | 관중 수: 12,914 심판: 이이다 줌페이 |  |  |
|                      |                    |       |                     |                                     |  |  |

| 2024년 10월 5일 (토) | 우라와 레즈 | 0 - 1 | 세레소 오사카       | 사이타마 스타디움 2002, 사이타마    |  |  |
| 16:00 UTC+9          |             |       | 17′ 다메다 히로타카 | 관중 수: 32,129 심판: 우에다 마스야 |  |  |
|                      |             |       |                     |                                     |  |  |

| 2024년 10월 5일 (토) | 감바 오사카                         | 2 - 1 | 홋카이도 콘사도레 삿포로 | 스이타 사커 스타디움, 오사카부 스이타 |  |  |
| 17:30 UTC+9          | 우사미 다카시 90+4′ (페널티), 90+8′ |       | 8′ 시라이 하루토         | 관중 수: 24,950 심판: A. 알 루아일레  |  |  |
|                      |                                     |       |                          |                                       |  |  |

| 2024년 10월 6일 (일) | 교토 상가                                 | 2 - 3 | 비셀 고베                                      | 상가 스타디움 바이 교세라, 교토부 가메오카 |  |  |
| 14:00 UTC+9          | 하파에우 엘리아스 47′ · 마르쿠 툴리우 59′ |       | 17′ 무토 요시노리 · 45+6′ 사사키 다이주 · {[골 |                                            |  |  |
|                      |                                           |       |                                                |                                            |  |  |

|관중수 = 19,082
|심판 = 오카데 다쿠토 
|motm = 
}}
| 2024년 10월 6일 (일) | 도쿄 베르디 | 0 - 2 | 쇼난 벨마레                         | 아지노모토 스타디움, 도쿄도 조후    |  |  |
| 16:00 UTC+9          |             |       | 32′ 스즈키 유토 · 51′ 스즈키 아키토 | 관중 수: 19,010 심판: 아라키 유스케 |  |  |
|                      |             |       |                                     |                                     |  |  |

| 2024년 10월 6일 (일) | 주빌로 이와타   | 1 - 2 | 산프레체 히로시마               | 야마하 스타디움, 이와타               |  |  |
| 16:00 UTC+9          | 마쓰바라 고 52′ |       | 41′ 사사키 쇼 · 78′ 가토 무쓰키 | 관중 수: 12,099 심판: 가미무라 아쓰시 |  |  |
|                      |                 |       |                                 |                                       |  |  |

## 제34라운드(10월 18~19일 금/토)
| 2024년 10월 18일 (금) | 비셀 고베 | 0 - 2 | FC 도쿄                           | 노에비어 스타디움, 고베               |  |  |
| 19:00 UTC+9           |           |       | 24′ 엔도 게이타 · 54′ 안자이 소마 | 관중 수: 15,153 심판: 나카무라 후토시 |  |  |
|                       |           |       |                                   |                                       |  |  |

| 2024년 10월 18일 (금) | 가와사키 프론탈레 | 1 - 1 | 감바 오사카      | 도도로키 육상경기장, 가와사키         |  |  |
| 19:00 UTC+9           | 고바야시 유 81′   |       | 7′ 위우통 펠리피 | 관중 수: 19,982 심판: 야마시타 요시미 |  |  |
|                       |                   |       |                  |                                       |  |  |

| 2024년 10월 18일 (금) | 요코하마 F 마리노스 | 0 - 0 | 알비렉스 니가타 | 닛산 스타디움, 요코하마           |  |  |
| 19:30 UTC+9           |                     |       |                 | 관중 수: 18,781 심판: 다니모토 료 |  |  |
|                       |                     |       |                 |                                   |  |  |

| 2024년 10월 19일 (토) | 가시와 레이솔   | 1 - 1 | 마치다 젤비아                | 산쿄 프론티어 가시와 스타디움, 가시와 |  |  |
| 14:00 UTC+9           | 호소야 마오 63′ |       | 90+5′ (페널티) 시모다 호쿠토 |                                       |  |  |
|                       |                 |       |                              |                                       |  |  |

| 2024년 10월 19일 (토) | 가시마 앤틀러스 | 0 - 0 | 아비스파 후쿠오카 | 가시마 사커 스타디움, 가시마 |  |  |
| 14:00 UTC+9           |                 |       |                   |                              |  |  |
|                       |                 |       |                   |                              |  |  |

| 2024년 10월 19일 (토) | 나고야 그램퍼스 | 0 - 2 | 콘사도레 삿포로                         | 도요타 스타디움, 아이치 현 도요타 시 |  |  |
| 14:00 UTC+9           |                 |       | 35′ 고마이 요시아키 · 88′ 스즈키 무사시 |                                      |  |  |
|                       |                 |       |                                         |                                      |  |  |

| 2024년 10월 19일 (토) | 교토 상가 | 2 - 0 | 사간 도스                               | 상가 스타디움 바이 교세라, 교토부 가메오카 시 |  |  |
| 14:00 UTC+9           |           |       | 마르쿠 툴리우 65′ · 후쿠다 신노스케 90′ |                                               |  |  |
|                       |           |       |                                         |                                               |  |  |

| 2024년 10월 19일 (토) | 세레소 오사카                     | 1 - 2 | 주빌로 이와타     | 요도코 사쿠라 스타디움, 오사카 |  |  |
| 15:00 UTC+9           | 레오나르두 지 소우자 페레이라 88′ |       | 5′, 71′ 제르맹 료 |                                |  |  |
|                       |                                   |       |                   |                                |  |  |

| 2024년 10월 19일 (토) | 쇼난 벨마레                         | 2 - 1 | 산프레체 히로시마 | 레몬 가스 스타디움 히라쓰카, 히라쓰카 |  |  |
| 15:00 UTC+9           | 후쿠다 쇼 48′ · 다나카 사토시 90+2′ |       | 28′ 나카노 슈토   |                                       |  |  |
|                       |                                     |       |                   |                                       |  |  |

| 2024년 10월 19일 (토) | 도쿄 베르디            | 2 - 1 | 우라와 레즈       | 아지노모토 스타디움, 도쿄도 조후 시 |  |  |
| 17:00 UTC+9           | 쓰나시마 유토 59′, 76′ |       | 27′ 와타나베 료마 |                                     |  |  |
|                       |                        |       |                   |                                     |  |  |

## 제35라운드(10월 23일 수, 30일~11월 3일 수/금/일)
| 2024년 10월 23일 (수) | 알비렉스 니가타 | 0 - 2 | 도쿄 베르디                           | 니이가타 빅스완 스타디움, 니가타 |  |  |
| 19:00 UTC+9           |                 |       | 49′ 야마다 고키 · 87′ 다니구치 히로토 |                                  |  |  |
|                       |                 |       |                                       |                                  |  |  |

| 2024년 10월 23일 (수) | 감바 오사카                              | 3 - 2 | 나고야 그램퍼스               | 파나소닉 스타디움 스이타, 오사카 부 스이타 시 |  |  |
| 19:00 UTC+9           | 사카모토 이사 21′, 24′ · 후쿠다 유야 77′ |       | 5′ 하창래 · 56′ 요시다 하루키 |                                               |  |  |
|                       |                                          |       |                               |                                               |  |  |

| 2024년 10월 30일 (수) | 요코하마 F 마리노스 | 0 - 0 | 우라와 레즈 | 닛산 스타디움, 요코하마 |  |  |
| 19:00 UTC+9           |                     |       |             |                         |  |  |
|                       |                     |       |             |                         |  |  |

| 2024년 11월 1일 (금) | 비셀 고베                                 | 2 - 0 | 주빌로 이와타 | 노에비어 아레나, 고베 |  |  |
| 19:00 UTC+9          | 미야시로 다이세이 47′ · 야마카 데쓰시 53′ |       |               |                       |  |  |
|                      |                                           |       |               |                       |  |  |

| 2024년 11월 1일 (금) | 가와사키 프론탈레   | 1 - 3 | 가시마 앤틀러스                                   | 도도로키 육상경기장, 가와사키 |  |  |
| 19:00 UTC+9          | 야마모토 유키 90+2′ |       | 10′ 지넨 게이 · 18′ 히구치 유타 · 28′ 미사오 겐타 |                               |  |  |
|                      |                     |       |                                                   |                               |  |  |

| 2024년 11월 3일 (일) | 산프레체 히로시마 | 0 - 1 | 교토 상가         | 에디온 피스 윙 히로시마, 히로시마 |  |  |
| 13:00 UTC+9          |                   |       | 62′ 히라토 다이키 |                                   |  |  |
|                      |                   |       |                   |                                   |  |  |

| 2024년 11월 3일 (일) | 콘사도레 삿포로 | 1 - 1 | 세레소 오사카     | 삿포로돔, 삿포로 |  |  |
| 13:00 UTC+9          | 아오키 료타 9′  |       | 85′ 야마사키 료고 |                  |  |  |
|                      |                 |       |                   |                  |  |  |

| 2024년 11월 3일 (일) | FC 도쿄 | 0 - 2 | 쇼난 벨마레                         | 아지노모토 스타디움, 도쿄도 조후 시 |  |  |
| 14:00 UTC+9          |         |       | 43′ 스즈키 아키토 · 49′ 하타 다이가 |                                     |  |  |
|                      |         |       |                                     |                                     |  |  |

| 2024년 11월 3일 (일) | 사간 도스                               | 2 - 1 | 마치다 젤비아           | 도스 스타디움, 도스 |  |  |
| 14:00 UTC+9          | 스즈키 다이치 20′ · 데라야마 쓰바사 84′ |       | 66′ 이브라힘 드리셰비치 |                     |  |  |
|                      |                                         |       |                         |                     |  |  |

| 2024년 11월 3일 (일) | 아비스파 후쿠오카                         | 2 - 1 | 가시와 레이솔       | 베스트 덴키 스타디움, 후쿠오카 |  |  |
| 15:00 UTC+9          | 가나모리 다케시 40′ · 이와사키 유토 90+2′ |       | 49′ 마테우스 사비우 |                                |  |  |
|                      |                                           |       |                     |                                |  |  |

## 제36라운드(11월 9~10일 토/일)
| 2024년 11월 9일 (토) | 쇼난 벨마레              | 1 - 1 | 콘사도레 삿포로     | 레몬 가스 스타디움 히라쓰카, 히라쓰카 |  |  |
| 14:00 UTC+9          | 오사키 레오 50′ (자책골) |       | 59′ 고마이 요시아키 |                                       |  |  |
|                      |                          |       |                     |                                       |  |  |

| 2024년 11월 9일 (토) | 교토 상가                    | 1 - 1 | 가와사키 프론탈레 | 상가 스타디움 바이 교세라, 교토부 가메오카 시 |  |  |
| 14:00 UTC+9          | 라파엘 엘리아스 79′ (페널티) |       | 59′ 야마다 신     |                                               |  |  |
|                      |                              |       |                   |                                               |  |  |

| 2024년 11월 9일 (토) | 마치다 젤비아                                    | 3 - 0 | FC 도쿄 | 도쿄국립경기장, 도쿄 |  |  |
| 14:00 UTC+9          | 시라사키 료헤이 15′ · 오세훈 49′ · 소마 유키 79′ |       |         |                      |  |  |
|                      |                                                  |       |         |                      |  |  |

| 2024년 11월 9일 (토) | 가시마 앤틀러스 | 0 - 0 | 나고야 그램퍼스 | 가시마 사커 스타디움, 가시마 |  |  |
| 14:00 UTC+9          |                 |       |                 |                              |  |  |
|                      |                 |       |                 |                              |  |  |

| 2024년 11월 9일 (토) | 사간 도스         | 1 - 2 | 요코하마 F 마리노스                         | 도스 스타디움, 도스 |  |  |
| 14:00 UTC+9          | 하라다 와타루 26′ |       | 45+2′ 니시무라 다쿠마 · 80′ 안데르송 로페스 |                     |  |  |
|                      |                   |       |                                             |                     |  |  |

| 2024년 11월 9일 (토) | 가시와 레이솔   | 1 - 1 | 알비렉스 니가타     | 히타치 가시와 구장, 가시와 |  |  |
| 15:00 UTC+9          | 호소야 마오 74′ |       | 90+4′ 후지와라 소야 |                            |  |  |
|                      |                 |       |                     |                            |  |  |

| 2024년 11월 9일 (토) | 세레소 오사카   | 1 - 0 | 아비스파 후쿠오카 | 요도코 사쿠라 스타디움, 오사카 |  |  |
| 15:00 UTC+9          | 다나카 슌타 81′ |       |                   |                                |  |  |
|                      |                 |       |                   |                                |  |  |

| 2024년 11월 9일 (토) | 주빌로 이와타                                               | 3 - 4 | 감바 오사카                                                                            | 야마하 스타디움, 이와타 |  |  |
| 15:00 UTC+9          | 와타나베 료 23′ · 우에하라 리키야 87′ · 스즈키 가이토 90+1′ |       | 27′ 한다 리쿠 · 45+9′ 야마시타 료야 · 62′ (페널티) 우사미 다카시 · 90+3′ 사카모토 이사 |                         |  |  |
|                      |                                                             |       |                                                                                        |                         |  |  |

| 2024년 11월 10일 (일) | 도쿄 베르디                  | 1 - 1 | 비셀 고베        | 아지노모토 스타디움, 도쿄도 조후 시 |  |  |
| 14:00 UTC+9           | 마테우스 툴레르 90′ (자책골) |       | 7′ 야마카 데쓰시 |                                     |  |  |
|                       |                              |       |                  |                                     |  |  |

| 2024년 11월 10일 (일) | 우라와 레즈                                               | 3 - 0 | 산프레체 히로시마 | 사이타마 스타디움 2002, 사이타마 |  |  |
| 15:00 UTC+9           | 마쓰오 유스케 45′ · 브라이언 린선 56′ · 하라구치 겐키 86′ |       |                   |                                  |  |  |
|                       |                                                           |       |                   |                                  |  |  |

## 제37라운드(11월 30일-12월 1일 토/일)
| 2024년 11월 30일 (토) | 나고야 그램퍼스 | 0 - 3 | 사간 도스                                       | 기후 나가라가와 경기장, 기후 |  |  |
| 14:00 UTC+9           |                 |       | 8′ 비킨타스 슬리우카 · 10′, 66′ 나카하라 히카루 |                              |  |  |
|                       |                 |       |                                                 |                              |  |  |

| 2024년 11월 30일 (토) | 아비스파 후쿠오카 | 1 - 0 | 우라와 레즈 | 베스트 덴키 스타디움, 후쿠오카 |  |  |
| 14:00 UTC+9           | 곤노 가즈야 40′   |       |             |                                |  |  |
|                       |                   |       |             |                                |  |  |

| 2024년 11월 30일 (토) | 주빌로 이와타                                      | 2 - 1 | FC 도쿄         | 야마하 스타디움, 이와타 |  |  |
| 14:00 UTC+9           | 마테우스 페이쇼투 80′ · 야마다 히로키 89′ (페널티) |       | 53′ 안자이 소마 |                         |  |  |
|                       |                                                    |       |                 |                         |  |  |

| 2024년 11월 30일 (토) | 알비렉스 니이가타 | 0 - 1 | 감바 오사카     | 빅스완 스타디움, 니이가타 |  |  |
| 14:00 UTC+9           |                   |       | 18′ 야마다 고타 |                           |  |  |
|                       |                   |       |                 |                           |  |  |

| 2024년 11월 30일 (토) | 쇼난 벨마레                            | 2 - 3 | 요코하마 F 마리노스                                     | 레몬 가스 스타디움 바이 히라쓰카, 히라쓰카 |  |  |
| 14:00 UTC+9           | 스즈키 아키토 27′ · 후쿠다 쇼 67′, 70′ |       | 53′ 안데르송 로페스 · 89′ 아마노 준 · 90+4′ 얀 마테우스 |                                            |  |  |
|                       |                                        |       |                                                         |                                            |  |  |

| 2024년 11월 30일 (토) | 세레소 오사카 | 0 - 2 | 가시마 앤틀러스                   | 요도코 사쿠라 스타디움, 오사카 |  |  |
| 14:00 UTC+9           |               |       | 10′ 모로오카 슈 · 14′ 스즈키 유마 |                                |  |  |
|                       |               |       |                                   |                                |  |  |

| 2024년 11월 30일 (토) | 가시와 레이솔      | 1 - 1 | 비셀 고베            | 히타치 가시와 구장, 가시와 |  |  |
| 14:00 UTC+9           | 기노시타 고스케 5′ |       | 90+10′ 무토 요시노리 |                            |  |  |
|                       |                    |       |                      |                            |  |  |

| 2024년 11월 30일 (토) | 마치다 젤비아            | 1 - 0 | 교토 상가 | 마치다 시립경기장, 도쿄도 마치다 |  |  |
| 14:00 UTC+9           | 오타 가쿠지 67′ (자책골) |       |           |                                  |  |  |
|                       |                          |       |           |                                  |  |  |

| 2024년 11월 30일 (토) | 도쿄 베르디                                     | 4 - 5 | 가와사키 프론탈레                                                              | 아지노모토 스타디움, 도쿄도 조후 |  |  |
| 14:00 UTC+9           | 미키 도모야 42′ · 다니구치 히로토 49′, 71′, 83′ |       | 16′ (페널티), 22′, 90+4′ 야마다 신 · 58′ 사이 판 베르메스케르컨 · 65′ 마르싱요 |                                  |  |  |
|                       |                                                 |       |                                                                                |                                  |  |  |

| 2024년 12월 1일 (일) | 산프레체 히로시마                                                                            | 5 - 1 | 홋카이도 콘사도레 삿포로 | 에디온 피스 윙 히로시마, 히로시마 |  |  |
| 14:00 UTC+9          | 가토 무츠키 8′ · 히가시 슌키 45+2′ · 톨가이 아슬란 55′ (페널티) · 피에로스 소티리우 79′, 87′ |       | 42′ 스즈키 무사시        |                                   |  |  |
|                      |                                                                                              |       |                          |                                   |  |  |

## 제38라운드(12월 8일 일)
| 2024년 12월 8일 (일) | 감바 오사카                                    | 3 - 1 | 산프레체 히로시마 | 파나소닉 스타디움 스이타, 오사카, 스이타 |  |  |
| 14:00 UTC+9          | 사카모토 이사 12′, 89′ · 나카타디 신노스케 81′ |       | 90+3′ 가토 무쓰키 |                                          |  |  |
|                      |                                                |       |                   |                                          |  |  |

| 2024년 12월 8일 (일) | 요코하마 F 마리노스 | 0 - 2 | 나고야 그램퍼스                     | 닛산 스타디움, 요코하마 |  |  |
| 14:00 UTC+9          |                     |       | 24′ 이즈미 류지 · 70′ 야마가시 유야 |                         |  |  |
|                      |                     |       |                                     |                         |  |  |

| 2024년 12월 8일 (일) | 비셀 고베                                                         | 3 - 0 | 쇼난 벨마레 | 노에비어 스타디움 고베, 고베 |  |  |
| 14:00 UTC+9          | 미야시로 다이세이 25′ · 무토 요시노리 43′ · 오기하라 다카히로 70′ |       |             | 관중 수: 27,444              |  |  |
|                      |                                                                   |       |             |                              |  |  |

| 2024년 12월 8일 (일) | FC 도쿄                                                     | 3 - 0 | 세레소 오사카 | 아지노모토 스타디움, 도쿄도 조후 시 |  |  |
| 14:00 UTC+9          | 나카가와 데루히토 12′ · 다카히로 고 42′ · 헨릭 트레비산 88′ |       |               |                                     |  |  |
|                      |                                                             |       |               |                                     |  |  |

| 2024년 12월 8일 (일) | 사간 도스                                    | 3 - 0 | 주빌로 이와타 | 도스 스타디움, 도스 시 |  |  |
| 14:00 UTC+9          | 도시마 게이멘 16′ · 마르셀로 라이언 30′, 69′ |       |               |                        |  |  |
|                      |                                              |       |               |                        |  |  |

| 2024년 12월 8일 (일) | 교토 상가 | 0 - 0 | 도쿄 베르디 | 상가 스타디움 바이 교세라, 교토부 가메오카 |  |  |
| 14:00 UTC+9          |           |       |             |                                            |  |  |
|                      |           |       |             |                                            |  |  |

| 2024년 12월 8일 (일) | 홋카이도 콘사도레 삿포로 | 1 - 0 | 가시와 레이솔 | 삿포로돔, 삿포로 |  |  |
| 14:00 UTC+9          | 곤노 도모키 5′           |       |               |                  |  |  |
|                      |                          |       |               |                  |  |  |

| 2024년 12월 8일 (일) | 우라와 레즈 | 0 - 0 | 알비렉스 니이가타 | 사이타마 스타디움 2002, 사이타마 시 |  |  |
| 14:00 UTC+9          |             |       |                   |                                     |  |  |
|                      |             |       |                   |                                     |  |  |

| 2024년 12월 8일 (일) | 가와사키 프론탈레                                     | 3 - 1 | 아비스파 후쿠오카   | 도도로키 육상경기장, 가와사키 |  |  |
| 14:00 UTC+9          | 이에나가 아키히로 8′ · 고바야시 유 27′ · 마르싱요 48′ |       | 51′ 마쓰오카 다이키 |                               |  |  |
|                      |                                                       |       |                     |                               |  |  |

| 2024년 12월 8일 (일) | 가시마 앤틀러스                                      | 3 - 1 | 마치다 젤비아     | 가시마 사커 스타디움, 가시마 |  |  |
| 14:00 UTC+9          | 모로오카 슈 5′ · 히구치 유타 16′ · 스즈키 유마 45+2′ |       | 22′ 시모다 호쿠토 |                              |  |  |
|                      |                                                      |       |                   |                              |  |  |